# Unni bianchi
Gli Unni bianchi (in battriano ηβοδαλο, Ebodalo), in alternativa detti Eftaliti (noti anche come Huna bianchi o in iranico come Spet Xyon e in sanscrito come Sveta-huna), furono un popolo che visse in Asia centrale tra il V e l'VIII secolo d.C.
Fautori della creazione di un impero, si distinsero militarmente dal 450 d.C., quando sconfissero i Kidariti, al 560, quando le forze congiunte del khaganato turco e l'impero sasanide li sconfissero. Dopo il 560 stabilirono dei "principati" nell'area del Tokaristan sotto la sovranità dei Turchi occidentali (nelle aree a nord del fiume Oxus) e dell'impero sasanide (a sud dell'Oxus), prima che gli Yabgus di Tokara prendessero il sopravvento nel 625.
Ipotizzando come nucleo originario la Battriana, l'impero eftalita si espanse verso est fino al bacino del Tarim, poi si allargò a ovest fino alla Sogdiana e verso sud attraverso l'Afghanistan, ma non giunse mai oltre l'Hindu-Kush, occupato dagli Unni alcioni che furono erroneamente associati agli Unni bianchi da alcune fonti coeve. Gli Eftaliti si radunarono in quattro gruppi principali conosciuti collettivamente sotto la denominazione di Xyon (Chioniti) o Hunas: preceduti dai Kidariti e dagli Alcioni, gli succedettero gli Unni Nezak e il khaganato turco. Il suggestivo legame tra gli Unni bianchi e gli Unni diventati celebri nel corso delle invasioni barbariche del V secolo, pur essendo stato proposto da alcuni, resta assolutamente indimostrabile.
La roccaforte degli Eftaliti era situata nel Tokaristan (attuale Uzbekistan meridionale e Afghanistan settentrionale), sulle pendici settentrionali dell'Hindu Kush: la capitale, dapprima posta probabilmente a Konduz, venne trasferita a Balkh. Entro il 479 gli Unni bianchi avevano conquistato la Sogdiana e sospinto i Kidariti verso est, mentre nel 493 avevano catturato parti dell'attuale Zungaria e del bacino del Tarim (Cina nord-occidentale). Nel medesimo periodo storico, gli Unni alcioni si espansero fino alle porte dell'India settentrionale.
Ricostruire la storia di tale popolazione si è rivelato arduo, in quanto scarse risultano le fonti a disposizione e le opinioni degli storici divergono. Non esiste un elenco dei re e gli storici non sono sicuri di quali siano le origini del ceppo etnico o in quale idioma si esprimessero inizialmente. Pare che tra di loro si chiamassero Ebodalo (ηβοδαλο, da cui Eftali), un termine spesso abbreviato in Eb (ηβ) e riportato in alfabeto battriano su alcune delle loro monete. La genesi dell'etnonimo "Eftaliti" è sconosciuta, ma potrebbe derivare dalla parola saka *Hitala, che significa "Forte", dall'ipotetico sogdiano *Heβtalīt, plurale di *Heβtalak, o dall'espressione in pahlavi *haft āl, ovvero "i Sette Al".

## Etnonimo

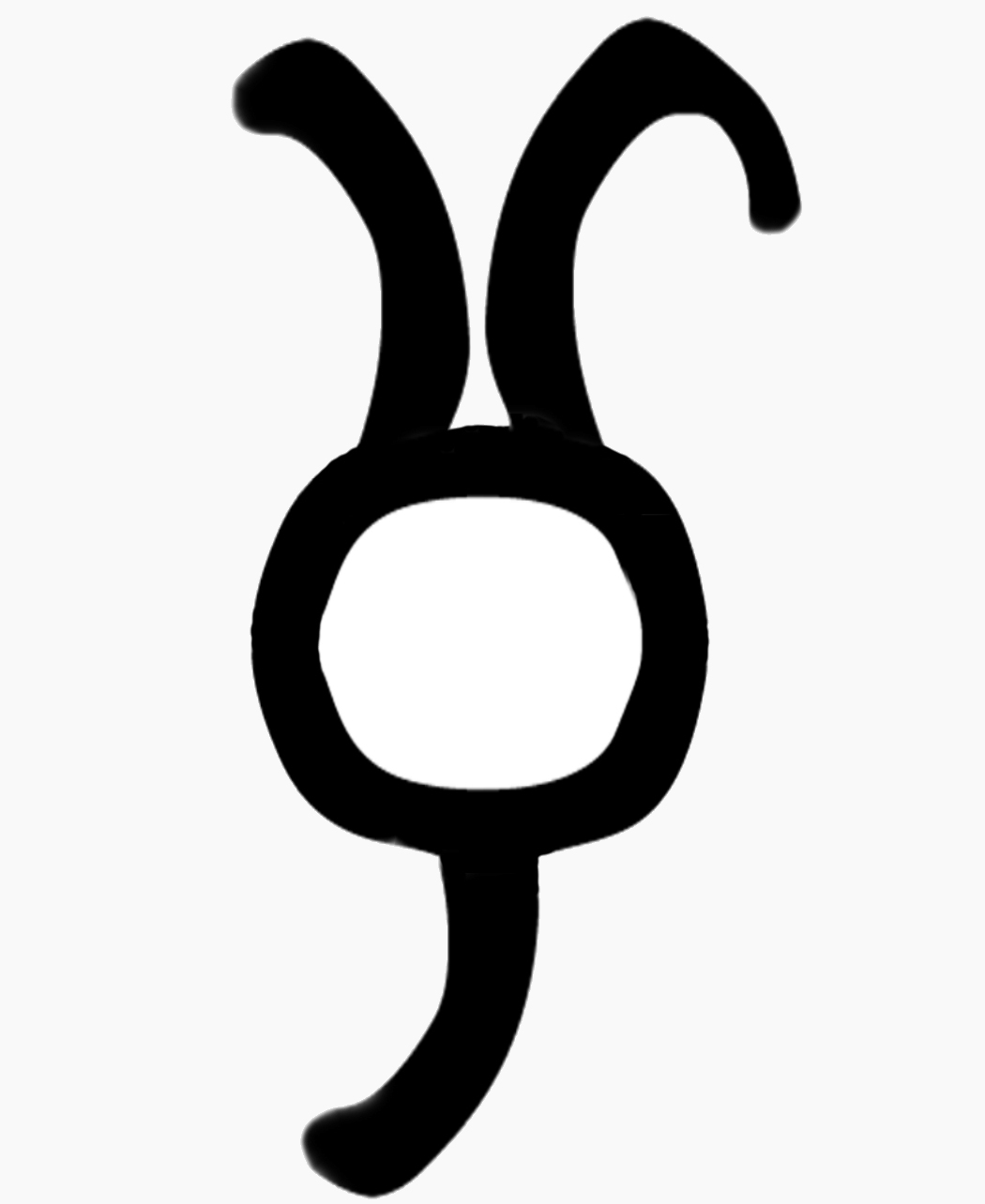
Tamga dell'impero eftalita conosciuto come "Tamga S2"

Gli Unni bianchi si definivano nelle iscrizioni da loro realizzate ēbodāl (in alfabeto battriano corsivo: , in alfabeto greco: ηβοδαλο "Ebodalo"), un'espressione solitamente abbreviata in  (ηβ, "Eb") nelle monete da loro coniate. Un sigillo di grandissimo valore storico e unico nel suo genere, conservato nella collezione privata del professor Aman ur Rahman e immortalato fotograficamente in una sua pubblicazione dallo studioso britannico Nicholas Sims-Williams nel 2011, mostra uno dei primi sovrani eftaliti con un viso rotondo imberbe e occhi obliqui a mandorla, intento a indossare una corona radiata con una mezzaluna singola e incorniciato dall'indicazione in scrittura battriana ηβοδαλο ββγο ("Il Signore [Yabgu] degli Eftaliti"). Il ritrovamento è datato in un arco temporale compreso tra la fine del V secolo e l'inizio del VI d.C. Il nome etnico «Ebodalo», allo stesso modo del titolo «Yabgu degli Ebodalo», è stato individuato anche in documenti battriani contemporanei del regno di Rob (un antico dominio grosso modo situato nel distretto di Ruyi Du Ab) al fine di descrivere dei ruoli amministrativi esistenti presso gli Eftaliti.
Le fonti greco bizantine si riferivano a tale popolazione come Hephthalitae (in greco antico Ἐφθαλῖται), Abdel o Avdel. Per gli armeni, gli Unni bianchi erano noti come «Hephthal», «Hep't'al» e «Tetal» e talvolta identificati con i Kusani. Gli autori persiani li definivano invece quali «Hephtal», «Hephtel» e «Hēvtāls», mentre gli arabi, «Haital», «Hetal», «Heithal», «Haiethal», «Heyâthelites», (هياطلة, al-Hayațila) associandoli talvolta con i Turchi. Secondo lo studioso baschiro Togan (1985), la forma Haytal tipica degli scritti persiani e arabi del periodo antico rappresentava un errore materiale per Habtal, in quanto la -b araba aveva delle caratteristiche comuni con la -y-.
Nelle cronache cinesi, gli Eftaliti sono chiamati Ye-tha-i-li-to (in cinese semplificato 厌带夷栗陁; in cinese tradizionale 厭帶夷栗陀; pinyin: Yàndàiyílìtuó) , o la forma abbreviata più usuale Yada 嚈噠 (nel sistema pinyin: Yèdā), o 滑 (in pinyin: Huá). Quest'ultima denominazione è sopravvissuta in varie forme latinizzate, incluse Yeda, Ye-ta, Ye-tha; Ye-dā e Yanda. Le versioni corrispondenti del cantonese e del coreano Yipdaat e Yeoptal (엽달?), che conservano aspetti della pronuncia cinese media (approssimativamente yep-daht) in maniera migliore rispetto alla moderna pronuncia in mandarino, appaiono più coerenti rispetto alla grande varietà adoperata da scrittori occidentali.
Nell'antica India, denominazioni simili al termine "Eftaliti" restano sconosciute. È probabile che gli Unni bianchi venissero semplicemente compresi negli Huna o nei Turushka, malgrado queste definizioni possano riferirsi a gruppi più ampi o a popoli vicini. Il testo sanscrito antico Pravishyasutra menziona un gruppo di persone di nome Havitara, ma non è chiaro se il termine denotasse gli Eftaliti. Gli indiani ricorrevano anche all'espressione "Unni bianchi" (Sveta Huna) per riferirsi agli Eftaliti.

## Origini

### Etniche
Esistono diverse teorie sull'origine del popolo in esame: le più gettonate riguardano un'associazione con gli iranici o con le tribù altaiche.
Secondo la maggior parte degli studiosi specializzati, a seguito dell'insediamento in Battria/Tokaristan, gli Eftaliti adottarono il battriano come lingua ufficiale allo stesso modo dei Kusani. Benché il battriano fosse una delle lingue iraniche orientali, esso adoperava l'alfabeto greco, probabilmente un lascito del regno greco-battriano del III-II secolo a.C. Il battriano funse, oltre che da idioma ufficiale, da lingua adottata dalle popolazioni locali governate dagli Unni bianchi.
Dallo studio delle monete, si è compreso che tra i titoli che detenevano i battriani vi erano quello di XOAΔHO ("Coadno") o Šao e quello di yabgu, di probabile origine cinese. I nomi dei sovrani eftaliti riportati nello Shāh-Nāmeh dell'autore persiano Firdusi sono iranici, mentre le iscrizioni di gemme e altre prove dimostrano che l'élite eftalita si esprimeva in iranico orientale. Nel 1959, Kazuo Enoki propose che gli Eftaliti fossero probabilmente indoeuropei orientali iranici, poiché alcune fonti indicavano la loro origine legata alla Battriana, un'area nota per essere stata abitata da comunità indo-iraniane nell'antichità. Richard Nelson Frye accettò cautamente l'ipotesi di Enoki, sottolineando al tempo stesso come gli Eftaliti «erano probabilmente una commistione di popoli». Secondo l'Encyclopaedia Iranica e l'Enciclopedia dell'Islam, gli Unni bianchi probabilmente avevano le proprie radici nell'odierno Afghanistan. Alcuni studiosi, tra cui Josef Markwart e René Grousset, hanno proposto origini proto-mongoliche. Yu Taishan faceva invece risalire le origini degli Unni bianchi ai nomadi Xianbei e a delle comunità originarie del regno di Goguryeo, nell'odierna Corea del Nord. Altri studiosi come Étienne de la Vaissière, sulla base di una recente rivalutazione delle fonti cinesi, suggeriscono che gli Eftaliti fossero inizialmente di origine turca e che successivamente adottarono la lingua battriana, dapprima per scopi amministrativi, e forse in seguito come lingua madre; secondo Rezakhani, questa ricostruzione appare «al momento attuale la più valida».
È verosimile che gli Unni bianchi possano essere stati una confederazione di varie comunità che parlavano lingue diverse. Secondo Richard Nelson Frye:

### Geografiche

Mappa topografica dei Monti Pamir. Gli Eftaliti provenivano dal Badaksan o dai Monti Altai e hanno sempre avuto la loro roccaforte storica in Battriana con Kunduz come capitale

Secondo recenti studi, la roccaforte degli Eftaliti è sempre stata localizzata nel Tokaristan, sulle pendici settentrionali dell'Hindu Kush e tra l'attuale Uzbekistan meridionale e Afghanistan settentrionale. La loro capitale era probabilmente Kunduz, indicata dallo studioso dell'XI secolo Al-Biruni come War-Walīz: secondo Rezakhani, potrebbe stare alla base dell'origine di uno dei nomi dati dai cinesi agli Eftaliti, ovvero Hua (滑, in pinyin Huá).
Gli Unni bianchi potrebbero aver iniziato la loro migrazione partendo da est e spostando attraverso i Monti del Pamir, forse passando dall'area di Badaksan. In alternativa, potrebbero essersi trasferiti dalla regione dei Monti Altai, passando inosservati tra le ondate di invasori Unni.
Dopo l'espansione eseguita verso ovest o verso sud, gli Eftaliti si stabilirono in Battriana e scacciarono gli Unni alcioni, i quali si espansero nell'India settentrionale. Gli Eftaliti entrarono in contatto con l'impero sasanide e decisero di fornire appoggio militare a Peroz I, desideroso di sottrarre il trono a suo fratello Ormisda III.
Successivamente, alla fine del V secolo, gli Eftaliti si espansero in vaste aree dell'Asia centrale e occuparono il bacino del Tarim fino a Turfan. Una volta sottratto il controllo dell'area ai Ruanruan, che avevano accumulato ingenti ricchezze dalle città che dovevano loro un tributo; tuttavia, in una fase successiva, vennero indebolite dagli assalti dei Wei del nord.

### Relazioni con gli Unni europei
Secondo Martin Schottky, gli Eftaliti non avevano alcun legame diretto con gli Unni europei, ma potrebbero essere stati casualmente correlati alla migrazione che misero in atto. Le tribù in questione solevano definirsi consapevolmente come "Unni" allo scopo di spaventare i loro nemici. Al contrario, de la Vaissière ritiene che tale popolo avesse avuto un ruolo nelle grandi migrazioni degli Unni avvenute nel IV secolo d.C. dalla regione dell'Altai all'Europa: in particolare, tali comunità «rappresentavano gli eredi politici, e in parte culturali, degli Xiongnu». Questo massiccio flusso di spostamenti venne apparentemente innescato da un importante cambiamento climatico, con l'aridità che colpì i pascoli montani dei Monti Altai durante il IV secolo d.C. Secondo Amanda Lomazoff e Aaron Ralby, esiste un elevato margine di corrispondenza tra il «regno del terrore» di Attila a ovest e l'espansione meridionale degli Eftaliti, con delle ampie sovrapposizioni territoriali tra le due comunità in Asia centrale.
Lo storico bizantino Procopio di Cesarea, attivo nel VI secolo, li collegò agli Unni in Europa, ma insistette sulle differenze culturali e sociologiche, evidenziandone la raffinatezza degli Eftaliti:
(Procopio, Storia delle guerre, libro I, cap. 3)

### Nelle cronache cinesi

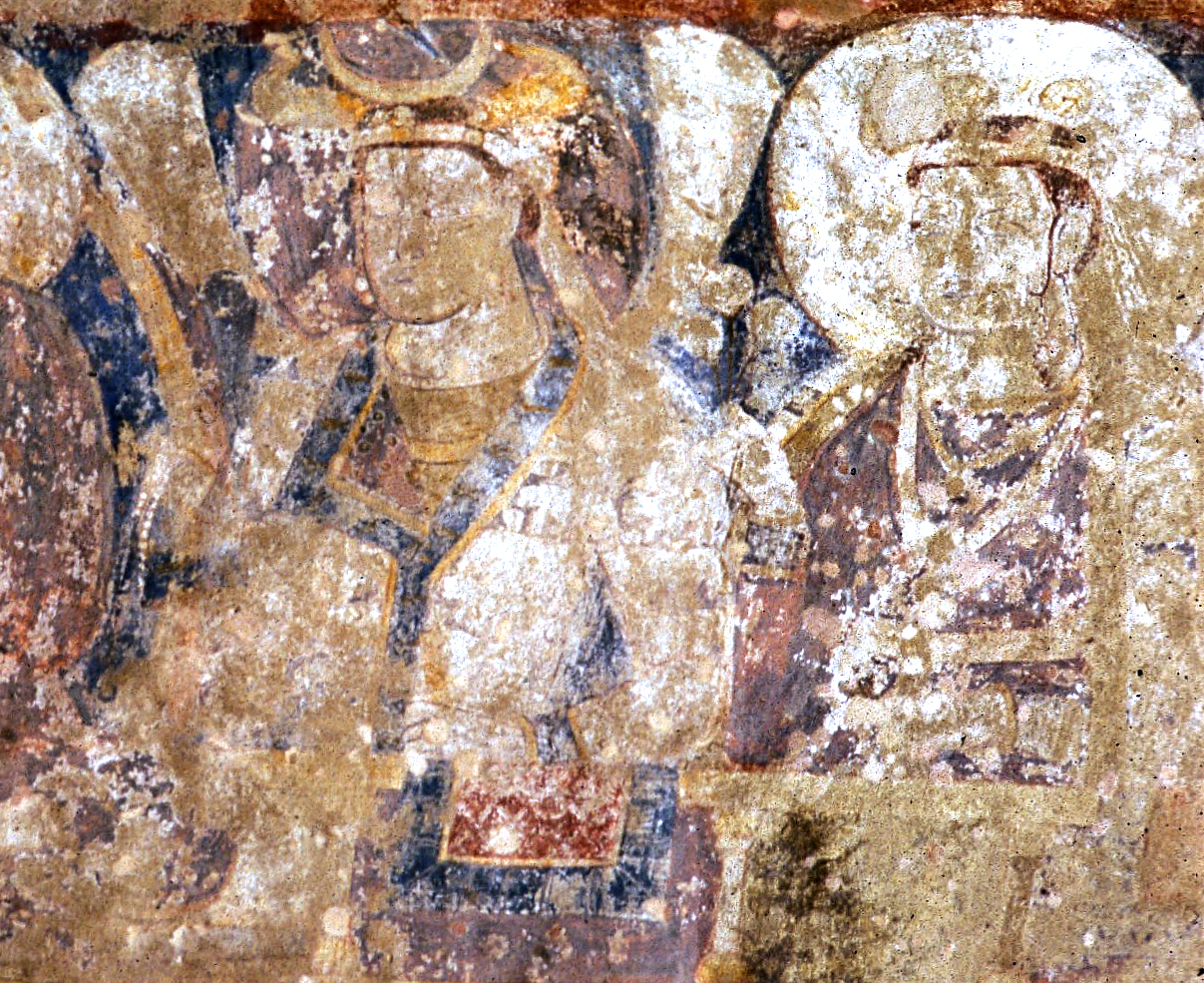
Probabile coppia reale eftalita negli affreschi dei Buddha di Bamiyan intorno al 600 (il Buddha di 38 metri che decorano è stato datato con il metodo del carbonio-14 tra il 544 e il 595). Le loro caratteristiche sono simili alle figure ritrovate a Balalyk Tepe: è il caso del bavero triangolare sul lato destro, delle acconciature, della fisionomia dei volti e degli ornamenti. Il complesso di Bamiyan vide la luce proprio sotto il dominio eftalita

I cinesi conobbero per la prima volta gli Eftaliti nel 456, quando un'ambasciata dei secondi arrivò alla corte dei Wei del nord. Questi ultimi impiegarono nel corso dei secoli vari nomi per indicare gli Eftaliti: si pensi su tutti a Hua (滑), Ye-tha-i-li-to (simp. 厌带夷栗陁, trad. 厭帶夷粟陁) o al più breve Ye-da (嚈噠). Le cronache antiche della Cina imperiale forniscono varie ipotesi sulle origini del popolo in esame:
- Secondo le due cronache più antiche disponibili, ovvero il Weishu o il Beishu, discendevano «dai Gaoju o dai Da Yuezhi»;[70]
- Secondo molte cronache successive discendevano «dalle tribù Da Yuezhi";[70]
- Lo storico antico Pei Ziye immaginò che gli "Hua" (滑) potessero derivare da un generale Gushi del II secolo d.C., in quanto quel comandante militare era chiamato "Bahua" (八滑). Questa ricostruzione etimologica, invero abbastanza fantasiosa, è stata accettata e riproposta dalla cronaca Liangshu (volume 30 e 54);[70][73]
- Un'altra teoria etimologica si doveva al Tongdian, che riportava un resoconto del viaggiatore Wei Jie secondo il quale gli Eftaliti potrebbero avere avuto dei legami con i Kangju, in quanto un generale Kangju del periodo Han si chiamava "Yitian".[70]

Kazuo Enoki eseguì una prima innovativa analisi delle fonti cinesi nel 1959, suggerendo che gli Eftaliti fossero una tribù locale della regione del Tokaristan, con il centro del potere localizzato vicino all'Himalaya occidentale. Egli sottolineò altresì come argomentazione a suo sostegno la presenza di numerosi nomi battriani tra gli Eftaliti e il fatto che i cinesi riferivano della pratica della poliandria, un noto tratto culturale dell'Himalaya occidentale.
Secondo una rivalutazione delle fonti cinesi di de la Vaissière del 2003, bisognerebbe tenere presente soltanto il legame con i Gaoju di etnia turca per comprendere l'origine degli Unni bianchi. La menzione dei Da Yuezhi deriverebbe dal fatto che, all'epoca, gli Eftaliti si erano già stabiliti in una porzione di territorio prima occupata dall'altro popolo appena menzionato, noto perché impiegava il battriano iranico orientale. Il primo testo cinese relativo all'incontro tra culture, nello specifico le cronache quasi coeve dei Wei del nord (Weishu) poi riprese dal Tongdian di epoca successiva, riporta che migrarono verso sud dalla regione degli Altai intorno al 360 d.C.:
(Tongdian.)
I Gaoju, noti anche come Tiele, furono le prime comunità di lingua turca ad avere qualche legame con i Dingling, un popolo sconfitto e conquistato in un momento storico imprecisato dagli Xiongnu. Il Weishu menzionava anche i punti di contatto linguistici ed etnici tra i Gaoju e gli Xiongnu. De la Vaissière ipotizza che gli Eftaliti fossero stati in origine una tribù di lingua ogurica che apparteneva alla confederazione Gaoju/Tiele. Benché questa e molte cronache cinesi successive azzardino delle sinergie tra gli Eftaliti e i Da Yuezhi, le fonti diventano più confuse a mano a mano che trascorrono i secoli, forse per via della maggiore difficoltà nel riuscire a ricostruire le radici di un popolo che aveva progressivamente assimilato la cultura e la lingua battriana una volta spostatosi in Asia centrale.
Secondo il Beishi, che descrive la situazione nella prima metà del VI secolo d.C. nel periodo in cui il monaco buddhista cinese Song Yun visitò l'Asia centrale, la lingua degli Eftaliti era diversa da quella dei Ruanruan, dei Gaoju o di altre tribù della regione, ma ciò forse rifletteva il grado di assorbimento e adozione della lingua battriana sin dall'arrivo in Battriana nel IV secolo d.C. Il Liangshu e il Liang Zhigongtu spiegano che gli Eftaliti originariamente non adoperavano un idioma scritto e che adottarono l'alfabeto hu (locale, "barbaro"), in questo caso, quello battriano.
Nel complesso, de la Vaissière ritiene che gli Eftaliti avessero giocato un ruolo nelle grandi migrazioni degli Unni del IV secolo dalla regione dell'Altai all'Europa e che il gruppo etnico in esame «rappresentò il lascito politico, e in parte culturale, degli Xiongnu».

## Storia
Gli Eftaliti vissero in un rapporto di vassallaggio con il khaganato Rouran fino all'inizio del V secolo. I contatti dovettero essere stati sicuramente stretti, malgrado ognuno dei due popoli avesse una lingua e una cultura propria: ciò non impedì agli Unni bianchi di prendere in prestito vari elementi funzionali ad un'organizzazione politica interna. In particolare, il titolo di khan, che secondo McGovern si doveva proprio ai Rouran, si dovette a un prestito. Il motivo della migrazione degli Eftaliti a sud-est era giustificato dalla necessità di sfuggire alla pressione dei Rouran.
Gli Unni bianchi divennero un'entità politica di un certo spessore in Battriana intorno al 450 a.C. o qualche tempo prima. Si ritiene pressoché certo che gli Eftaliti eseguirono una terza ondata di migrazioni nell'Asia centrale dopo i Chioniti (che arrivarono intorno al 350 d.C.), detti anche Unni rossi, e gli Unni Alcioni, arrivati intorno al 380, ma studi recenti suggeriscono che invece potrebbe esserci stata un'unica massiccia ondata di migrazioni nomadi intorno al 350-360, conosciuta storicamente come la «Grande Invasione». Tale movimento fu innescato dai cambiamenti climatici e dai risvolti negativi avvertiti nei pascoli della regione dell'Altai: gli spostamenti iniziali di queste tribù nomadi le spinse a contendersi la supremazia in zone situate nell'Asia centro-meridionale. Quando salirono alla ribalta, gli Eftaliti soppiantarono i Kidariti e poi gli Unni alcioni, che si espansero nel Gandhāra e nell'India settentrionale. È noto che nel 442 le tribù entrarono in conflitto con i Persiani, mentre nel 456-457 un'ambasciata eftalita si recò in Cina, quando a regnare vi era l'imperatore Wencheng dei Wei del nord. Nel 458 erano abbastanza forti da intervenire in Persia.
Intorno al 466 assoggettarono probabilmente le terre della Transoxiana dai Kidariti con l'aiuto persiano, ma presto acquisirono a scapito dei passati alleati l'area di Balkh e il Kushanshahr orientale. Nella seconda metà del V secolo si estesero nei deserti del Turkmenistan fino al Mar Caspio e, forse, a Merv. Entro il 500 potevano dirsi padroni dell'intera Battriana, dei Monti Pamir e di alcune parti dell'Afghanistan. Nel 509 espugnatono la Sogdiana e si insediarono a 'Sughd', centro principale dell'area. A est, una volta conquistato il bacino del Tarim, spianarono la strada per giungere fino a Urumqi.
Intorno al 560 il loro impero fu distrutto dalle armate congiunte composte dal khaganato turco e dell'impero sasanide, ma alcuni dei precedenti governanti rimasero nei loro ruolo come funzionari locali nella regione del Tokaristan per i successivi 150 anni, ovvero in primis sotto i Turchi occidentali e poi sotto gli Yabgus del Tokaristan. Tra i principati rimasti in mano eftalita anche dopo che i turchi sconfissero il loro territorio figuravano il Çağaniyan e il Kuttal, nella valle del fiume Vachš.

### Ascesa (442-530 circa)

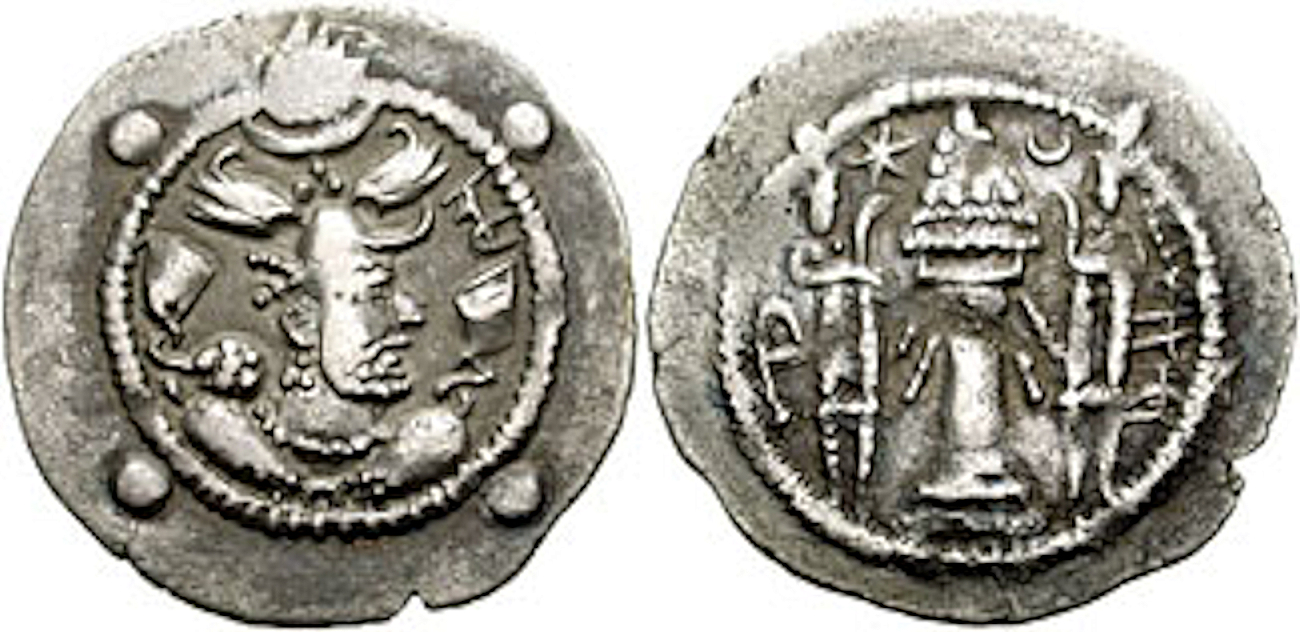
I più antichi esempi di monete eftalite rinvenuti (tardo V secolo d.C.), come quello in foto, rappresentano una fedele imitazione di un tipo di valuta circolante durante il regno dell'imperatore sasanide Peroz I (dopo il 474). Si noti l'abbreviazione (ηβ "ēb") vicino alla corona di Peroz I, ovvero la tipica abbreviazione di ηβοδαλο "ĒBODALO", "Eftaliti"

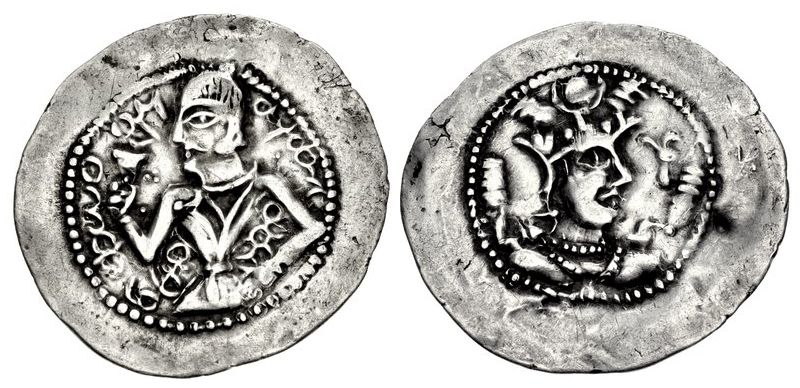
Una rara moneta eftalita della prima metà del VI secolo.
Testa: principe eftalita che indossa un caftano con cintura, un bavero teso a destra e una coppa da bere.
Conio: Busto in stile sasanide che imita Kavad I, che gli Eftaliti avevano aiutato a salire al trono sasanide. Si noti il tamga eftalite davanti al volto di Kavad.

Una volta separatisi dai Rouran all'inizio del V secolo, gli Unni bianchi ricompaiono nelle fonti persiane alla stregua di nemici contro Yazdgard II (435-457), che dal 442 combatté, secondo l'armeno Eliseo l'Armeno, contro le «tribù degli Eftaliti». Nel 453, Yazdgard trasferì la sua corte a est per occuparsi degli Eftaliti e di coloro che li appoggiavano.
Nel 458, un sovrano eftalita chiamato Khushnavaz aiutò l'imperatore sasanide Peroz I (458-484) a ottenere il trono persiano sottraendolo a suo fratello. Prima della sua ascesa alla massima carica, Peroz era stato il principale funzionario sasanide attivo a Sistan, nell'estremo oriente dell'impero, e quindi era stato uno dei primi ad entrare in contatto con gli Eftaliti e chiedere il loro aiuto.
Gli Eftaliti potrebbero anche aver aiutato i Sasanidi ad eliminare un'altra tribù unna, i Kidariti. Nel 467, Peroz I, con l'aiuto degli Eftaliti, riuscì a catturare Balaam e porre fine al dominio kidarita in Transoxiana in maniera definitiva. Indeboliti in maniera irreversibile, gli sconfitti dovettero trovare rifugio nel regno di Gandhāra.

#### Vittorie sull'impero sasanide (474-484)
Più tardi, a partire dal 474, Peroz I combatté tre guerre contro i suoi vecchi alleati. Nei primi due conflitti, finì egli stesso catturato e poi rilasciato solo dopo il pagamento di un riscatto. Dopo la sua seconda sconfitta, dovette offrire trenta muli carichi di dracme d'argento agli Unni bianchi, lasciando altresì il proprio figlio Kavad come ostaggio. L'attività di conio di Peroz I si rivelò in effetti particolarmente intensa il Tokaristan, avendo assunto la precedenza su tutte le altre questioni sasanidi.
Nel terzo scontro, durante la battaglia di Herat del 484, fu nuovamente sconfitto dal re eftalita Kun-khi, e per i due anni successivi i suoi avversari saccheggiarono e controllarono di fatto la parte orientale dell'impero sasanide. La terza incursione gli costò la vita e il suo accampamento fu catturato insieme alla figlia Perozduxt, alla fine presa in moglie dal re eftalita Kun-khi. Rimasta incinta, la donna ebbe una figlia che in seguito avrebbe sposato suo zio Kavad I. Dal 474 fino alla metà del VI secolo, l'impero sasanide cominciò a rendere omaggio agli Eftaliti.
La Battriana passò sotto il governo formale del popolo in esame nel medesimo momento storico. Le tasse furono riscosse dagli Eftaliti sulla popolazione locale; un documento in lingua battriana ritrovato nell'archivio del regno di Rob situato in Battriana, datato 483-484, menziona alcune delle tasse imposte dagli Eftaliti, i quali avevano richiesto la vendita di alcune terre per pagare tali tributi.

#### Monetazione eftalita
Con l'impero sasanide costretto dal 474 a pagare un pesante tributo, gli stessi Eftaliti adottarono come modello per le monete la figura di Peroz I con un elmo con le ali e una tripla mezzaluna. Beneficiando dall'afflusso di monete d'argento sasanide, gli Unni bianchi non svilupparono una propria moneta, ricorrendo alla semplice copia dei modelli sasanidi o riproponendole con i propri simboli. A differenza degli Unni alcioni o dei Kidariti non solevano incidere il nome del sovrano di turno. Una delle eccezioni al tradizionale modello di conio risulta una moneta che mostra il busto di un principe eftalita con in mano una coppa. Nel complesso, i sasanidi pagarono «un enorme tributo» ai nuovi signori fino agli anni '30 del 500 e all'ascesa di Cosroe I.

#### Protettori di Kavad
Dopo la vittoria su Peroz I, gli Eftaliti si ersero a protettori e benefattori di suo figlio Kavad I, poiché Balash, un fratello di Peroz salì al trono sasanide. Nel 488, un esercito eftalita sconfisse l'esercito sasanide di Balash e riuscì a far insediare Kavad I sul trono in due diverse parentesi (488-496, 498-531).
Nel 496-498, Kavad I fu rovesciato dai nobili e dal clero, fuggì e ripristinò la sua autorità grazie all'ausilio di un esercito eftalita. Giosuè lo Stilita riferiva di numerose occasioni in cui Kavad guidò delle truppe eftalite («Unni») nella cattura della città di Teodosiopoli d'Armenia nel 501-502, scontrandosi con i romei nel 502-503, e ancora durante l'assedio di Edessa del settembre 503.

#### In Tokaristan (466)
Intorno al 461-462, è noto che un sovrano degli Unni alcioni di nome Mehama esercitava il suo potere nel Tokaristan orientale, circostanza che lascia forse intendere una spartizione della regione con gli Eftaliti, rimasti a capo della sola porzione occidentale della regione e concentratisi nei dintorni di Balkh. Mehama appare in un documento in lingua battriana che scrisse nel 461-462, in cui si descrive come «Meyam, re del popolo di Kadag, governatore del famoso e prospero re dei re Peroz». Kadag corrisponde al Kadagstan, un'area della Battriana meridionale a ridosso di Baghlan. In modo inusuale, si presenta come vassallo del sasanide Peroz I, malgrado Mehama fu probabilmente più tardi in grado di lottare per l'autonomia o addirittura l'indipendenza quando l'autorità imperiali svanì e si trasferì in India, causando terribili conseguenze per l'impero Gupta.
Gli Eftaliti probabilmente si espansero nel Tokaristan in seguito alla distruzione dei Kidariti nel 466. La presenza degli Unni bianchi in Tokaristan è datata con certezza al 484, anno in cui si ha notizia di un atto legato al regno di Rob che menziona la necessità di vendere dei terreni per pagare le tasse imposte dalle autorità eftalite. Sono stati trovati anche altri due documenti, datati tra il 492 e il 527, che menzionano le tasse pagate ai sovrani del popolo in esame. Un altro documento, di cui non è noto il periodo a cui risale, menziona le funzioni scrivali e giudiziarie sotto gli Eftaliti:
(Documento del regno di Rob)

#### Conquista della Sogdiana (479)

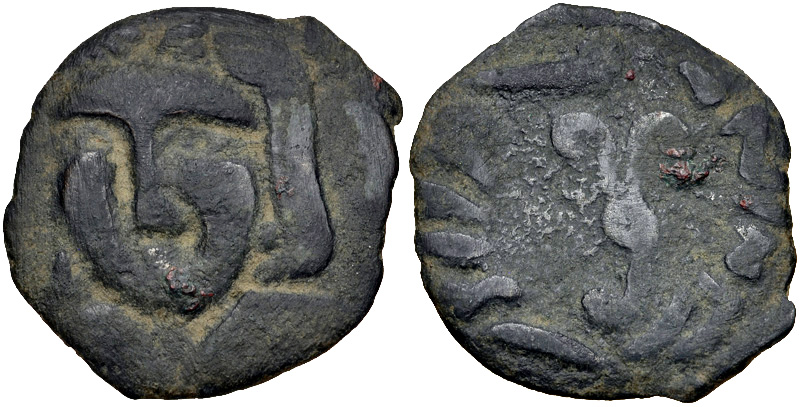
Monete emesse a livello locale a Samarcanda, in Sogdiana, con un tamga eftalita sulla croce

Gli Eftaliti conquistarono il territorio della Sogdiana, oltre l'Oxus, annettendolo al loro impero. È possibile che abbiano conquistato la Sogdiana già nel 479, poiché questa è la data dell'ultima visita di cui si ha conoscenza compiuta da una delegazione di ambasciatori sogdiani in Cina. Il resoconto fornito dal Liang Zhigongtu sembra far intuire che gli Eftaliti occuparono la regione di Samarcanda intorno al 479. Secondo un'altra ricostruzione, gli Unni bianchi potrebbero essersi insediati in Sogdiana più tardi, nel 509, poiché questa è la data dell'ultima ambasciata conosciuta partita da Samarcanda e diretta nell'impero cinese; tuttavia, secondo alcuni diverse città, tra cui Balkh o Kobadiyan, avevano comunque inviato dei delegati fino al 522, mentre erano sotto il controllo eftalita. Già nel 484, il famoso sovrano eftalita Khushnavaz, che aveva battuto Peroz I, deteneva un titolo che può essere interpretato con riferimento alla sottomissione della regione ("'xs'wnd'r", ovvero "detentore del potere").
È possibile che gli Eftaliti abbiano costruito grandi città fortificate ippodamiane (ossia con mura rettangolari e una rete ortogonale di strade) nella Sogdiana: è questo il presunto caso di Bukhara e Panjakent, le quali emulavano tra l'altro il vecchio esempio costituito da Herat e riprendevano gli sforzi di costruzione della città compiuti dai Kidariti. Gli Unni bianchi esercitarono verosimilmente la loro autorità per mezzo di una confederazione di governanti o governatori locali, collegati alla carica apicale tramite accordi di alleanza. Uno di questi vassalli potrebbe essere stato Asbar, sovrano di Vardanzi (una località a 40 km a nord-est di Bukhara), il quale coniò pure una propria moneta durante la parentesi eftalita.
La ricchezza derivante dal pagamento dei tributi per mano sasanide potrebbe essere stata reinvestita in Sogdiana, circostanza che spiegherebbe la prosperità vissuta dalla regione dal momento della definitiva affermazione degli Unni bianchi. La Sogdiana, al centro di una nuova via della seta tra la Cina, l'impero sasanide e l'impero bizantino, finì infatti per diventare estremamente prospera sotto le sue élite nomadi. Subentrando in tale ruolo ai predecessori costituiti dai Kusana, gli Eftaliti assunsero il ruolo di intermediari principali sulla via della seta e cercarono di attirare commercianti nelle loro terre al fine di proseguire il commercio di seta e altri beni di lusso tra l'impero cinese e quello sasanide.
Fu per via l'occupazione eftalita della Sogdiana che la circolazione di monete aumentò, specie quelle sasanidi, le quali divennero presto popolari lungo la via della seta. Il simbolo degli Eftaliti compare su delle monete rinvenute di Samarcanda, forse come conseguenza del controllo eftalita della Sogdiana tra 500 e 700, tanto che alcune caratteristiche sopravvissero nella monetazione dei loro successori indigeni, gli Ikscidi (642-755), sconfitti solo al momento della conquista islamica della Transoxiana.

#### Bacino del Tarim (480 circa-550)
Alla fine del V secolo si espansero verso est attraverso i Monti del Pamir, relativamente facili da attraversare, così come l'impero Kusana prima di loro, a causa della presenza di comodi altipiani tra le alte vette. Da lì si spinsero fino al bacino del Tarim occidentale (Kashgar e l'Hotan) sottraendo il controllo dell'area ai Ruanruan, che avevano raccolto sostanziosi tributi in zona ma che si stavano indebolendo sotto gli assalti dei Wei del nord. Nel 479 si assicurarono l'estremità orientale del bacino del Tarim, nello specifico dei dintorni di Turfan. Nel 497-509, si trasferirono a nord di Turfan, nella regione di Ürümqi, mentre nei primi anni del VI secolo inviarono delle ambasciate dai loro domini nel bacino del Tarim alla dinastia dei Wei del nord. Gli Eftaliti continuarono ad occupare il bacino del Tarim fino a quando il loro impero non si dissolse intorno al 560.
Man mano che i territori governati dagli Eftaliti si espandevano nell'Asia centrale e nel bacino del Tarim, si diffondevano i loro usi e costumi, come testimoniano le rappresentazioni artistiche con riferimento all'abbigliamento e alle acconciature delle figure rappresentate in Sogdiana, a Bamiyan o a Kucha, nel bacino del Tarim (grotte di Kizil, Kumtura e tempio di Subashi). In queste aree compaiono dignitari con caftani con colletto triangolare sul lato destro, corone con tre mezzelune, alcune corone con ali e acconciature uniche. Un altro indicatore è il sistema di sospensione a due punti per le spade, che sembra essere stata un'innovazione eftalita, e venne poi introdotto da loro nei territori che controllavano. Gli affreschi della regione di Kucha, in particolare gli spadaccini nelle grotte di Kizil, sembrano essere stati ultimati durante il dominio eftalita nella regione, intorno al 480-550. Nello specifico, l'influenza dell'arte di Gandhara in alcuni dei primi dipinti delle grotte di Kizil, datati a ridosso del 500, è considerata una conseguenza dell'unificazione politica dell'area tra la Battriana e Kucha sotto gli Eftaliti. Alcune parole della lingua tocaria potrebbero essere state adottate dagli Unni bianchi nel VI secolo.
I primi Turchi del khaganato assunsero il predominio nelle aree di Turfan e Kucha intorno al 560 e, alleandosi con i sasanidi, determinarono in maniera inequivocabile la caduta dell'impero eftalita.

#### Ambasciate eftalite nella Cina dei Liang (516-526)

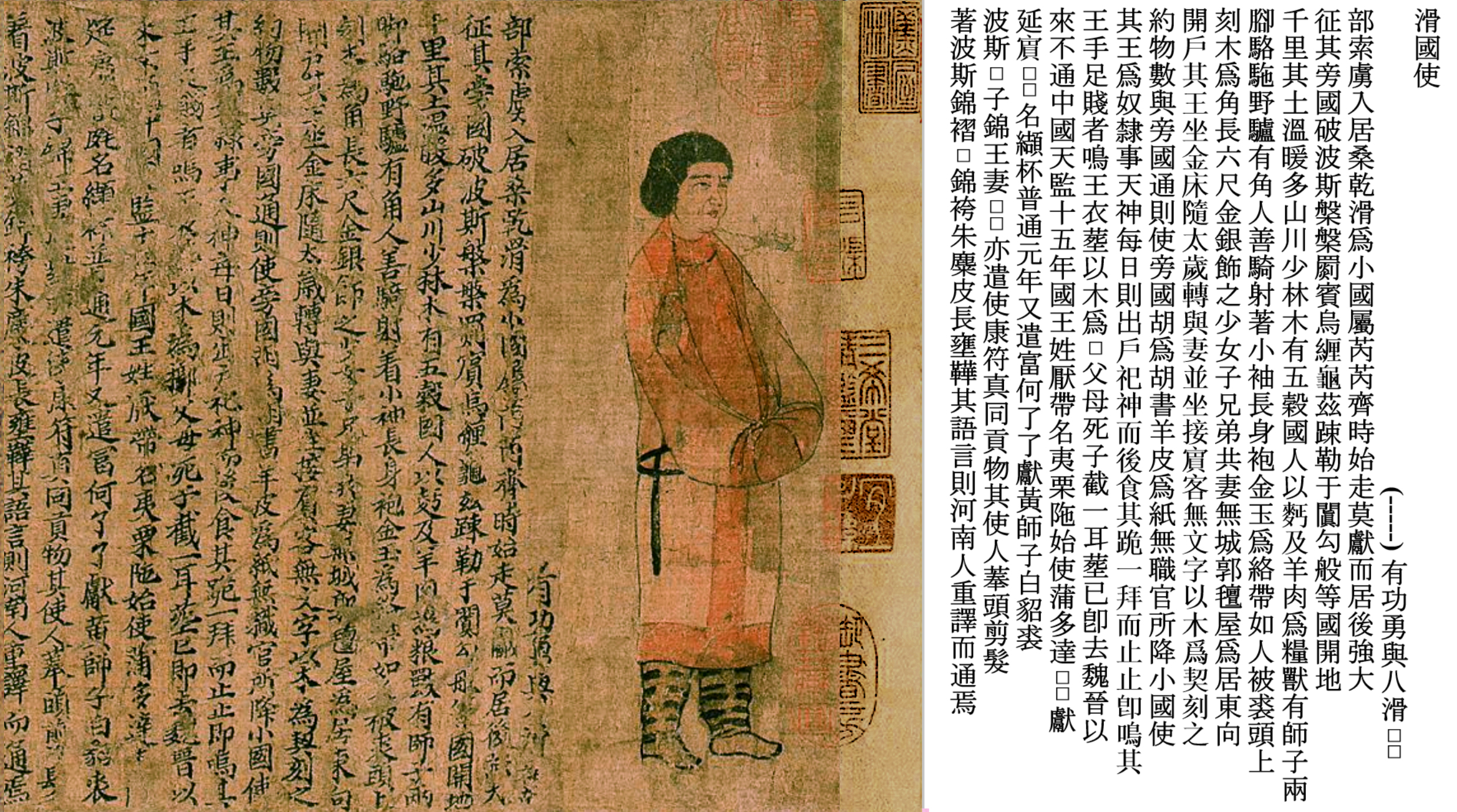
Ambasciatore eftalita (滑, "Hua") presso la corte cinese della dinastia Liang nella capitale Jingzhou nel 516-526 e testo a fianco

Un resoconto illustrato di un'ambasciata eftalita (滑, "Hua") presso la corte cinese della dinastia Liang nella capitale Jingzhou nel 516-526 è presente ne I ritratti dell'offerta periodica. Tale opera fu dipinta da Pei Ziye o dal futuro imperatore Yuan di Liang mentre era governatore della provincia di Jingzhou da giovane tra il 526 e il 539. La copia del testo risale all'XI secolo. Il testo spiega quanto fosse parco il territorio degli Hua quando erano ancora vassalli del khaganato dei Rouran, di come in seguito si trasferirono a «Moxian», forse un riferimento all'occupazione della Sogdiana, e di come conquistarono numerosi paesi vicini, compreso l'impero sasanide:
tra cui Bosi [nella Persia sasanide], i Panpan (Tashkurgan?), Jibin (Kashmir), Wuchang [o Oḍḍiyāna o il Grande Khorasan], Qiuci [Kucha], Shule [verosimilmente Kashgar], Yutian [Hotan] e Goupan (oggi Yecheng), e ampliato il loro territorio di mille lǐ [...]»
(Paragrafo "Hua" ne I Ritratti dell'offerta periodica)
I Ritratti dell'offerta periodica menzionano che nessun inviato degli Unni bianchi giunse prima del 516 alla corte meridionale, e fu solo in quell'anno che un re eftalita di nome Yilituo Yandai (姓厭帶名夷栗陁) inviò un ambasciatore di nome Puduoda[] (蒲多达[], forse un nome buddista, cioè «Buddhadatta» o «Buddhadāsa»). Nel 520, un altro ambasciatore di nome Fuheliaoliao (富何了了) visitò la corte dei Liang, portando in regalo un leone giallo, una pelliccia di martora bianca e del broccato persiano. Un altro ambasciatore di nome Kang Fuzhen (康符真), presentò anch'egli dei regali secondo il Liangshu nel 526. Affinché fosse possibile comunicare pare si dovette ricorrere a un traduttore dal tuyuhun, un idioma parlato dall'omonima popolazione legato dagli Xianbei.
Ne I ritratti dell'offerta periodica, gli Eftaliti vennero trattati come la principale realtà politica straniera, in quanto occupavano una posizione di spessore a livello geopolitico, i loro ambasciatori stranieri erano in testa alla colonna e la sezione descrittiva a loro dedicata era di gran lunga la più estesa. Gli Unni bianchi erano, secondo il Liangshu (cap. 54), accompagnati nella loro ambasciata da tre stati, ovvero il Tokaristan o Humidan (胡蜜丹), lo Yarkent (周古柯, Khargalik) e il Kabadiyan (呵跋檀). Stando al documento, i delegati da destra a sinistra erano gli Eftaliti (滑/嚈哒), i persiani (波斯), i Baekje (百濟), i Kucha (龜茲), i Wa (倭), i Langkasuka (狼牙脩), i Qiang (鄧至), gli Yarkand (周古柯, Zhouguke, «vicini agli Hua»), i Kabadiyan (呵跋檀 Hebatan, "vicini agli Hua"), Kumedh (胡蜜丹, Humidan, «vicini agli Hua»), i Balkh (白題, Baiti, «discendenti degli Xiongnu e ad est del Hua»), e infine i Merv (末).
La maggioranza degli ambasciatori dell'Asia centrale preferiva barbe ispide e complesse con capelli relativamente lunghi: in netto contrasto, l'ambasciatore eftalita, così come l'ambasciatore di Balkh, era ben rasato e a capo scoperto, con i capelli corti. Queste caratteristiche fisiche sono visibili anche in molti dei sigilli dell'Asia centrale dell'epoca.

##### Altre ambasciate
Nel complesso, le cronache cinesi attestano ventiquattro ambasciate eftalite, la prima risalente al 456 e le altre comprese tra il 507 e il 558, di cui quindici attive presso i Wei del nord fino a quando tale dinastia non si estinse nel 535, mentre cinque dai Liang del sud nel 516-541. Le ultime tre menzioni nello Zhoushu, il quale attesta che gli Unni bianchi avevano conquistato l'Anxi, lo Yutian (nello specifico Hotanx nella regione nello Xinjiang) e più di venti altri località. Dopo aver inviato delle ambasciate alla corte cinese dei Wei occidentali e degli Zhou settentrionali rispettivamente nel 546, 553 e 558, gli Eftaliti furono «schiacciati dai Turchi» e le ambasciate cessarono il loro andirivieni.

### Declino dell'impero e frammentazione in principati (560-710)

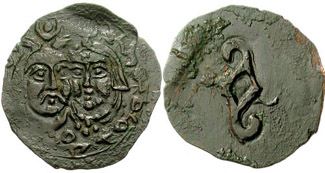
Moneta eftalita del principato di Çağaniyan, un'entità sorta dopo la caduta dell'impero eftalita, con re e regina con corona e vestiti secondo i canoni di moda bizantini dell'epoca, 550-650 circa

Dopo la dipartita di Kavad I, pare che gli Unni bianchi distolsero la propria attenzione dall'impero sasanide, con il risultato che il successore di Kavad, Cosroe I (531-579) riuscì a riprendere una politica espansionistica verso est. Secondo Ṭabarī, Cosroe riuscì, attraverso la sua politica di allargamento territoriale, ad assicurarsi il controllo dei vari «Sindh, Bust, Al-Rukkhaj, Zabulistan, Battriana, Dardistan e Kabulistan», sconfiggendo infine gli Eftaliti grazie all'ausilio del khaganato turco.
Nel 552, i Göktürk avevano dapprima conquistato la Mongolia, poi dato vita al khaganato turco e infine raggiunto, nel 558, il Volga. Tra il 555 e il 567, dopo una faticosa lotta durata otto giorni consecutivi vicino a Karshi, la battaglia di Bukhara, gli Unni bianchi cedettero alla coalizione avversaria.
La frammentazione dell'impero eftalita portò alla costituzione di principati semi-indipendenti che dovettero rendere variamente omaggio ai Sasanidi o ai Turchi, a seconda della situazione militare. Dopo la sconfitta, gli Eftaliti si ritirarono in Battriana e rimpiazzarono re Gatfar con Faghanish, signore della regione a sud di Samarcanda, il Çağaniyan. Successivamente, l'area intorno all'Oxus compresa nella Battriana assistette a un affollamento di varie entità politiche come lascito del vecchio impero ormai dissoltosi. La loro presenza è testimoniata da fonti e prove archeologiche nella valle del Zeravshan, nel Çağaniyan, nel Khuttal, a Termez, a Balkh, nel Badghis, a Herat e a Kabul, nelle aree geografiche corrispondenti al Tokaristan e all'odierno Afghanistan settentrionale.
I Sasanidi e i Turchi stabilirono una frontiera per le loro zone di influenza lungo il fiume Oxus e i principati eftaliti fungevano da stati cuscinetto tra due imperi. In virtù di siffatta premessa, gli Unni bianchi furono ben tollerati da entrambe le due potenze esterne. Tuttavia, quando gli eftaliti elevarono Faghanish come loro signore nel Çağaniyan, Cosroe I attraversò l'Oxus e pretese il versamento di un tributo da parte dei principati del Çağaniyan e di Khuttal.
Quando Cosroe I morì nel 579, gli Unni bianchi del Tokaristan e del Khotan approfittarono della situazione per ribellarsi ai Sasanidi, ma i loro sforzi furono vanificati dall'intervento repressivo dei Turchi. Nel 581 o prima, la parte occidentale dello Stato turco si separò e diede forma al khaganato turco occidentale. Nel 588, con un'azione che innescò la prima guerra persiano-turca, il khagan turco Baga Qaghan (noto come Sabeh/Saba in fonti persiane), insieme ai suoi sudditi eftaliti, invasero i territori sasanidi a sud dell'Oxus, dove attaccarono e misero in rotta i soldati sasanidi di stanza a Balkh, per poi procedere alla conquista della città insieme a Taloqan, nel Badghis e a Herat. Alla fine, i ribelli furono respinti dal generale sasanide Bahram Chobin.

#### Incursioni nell'impero sasanide (600-610)

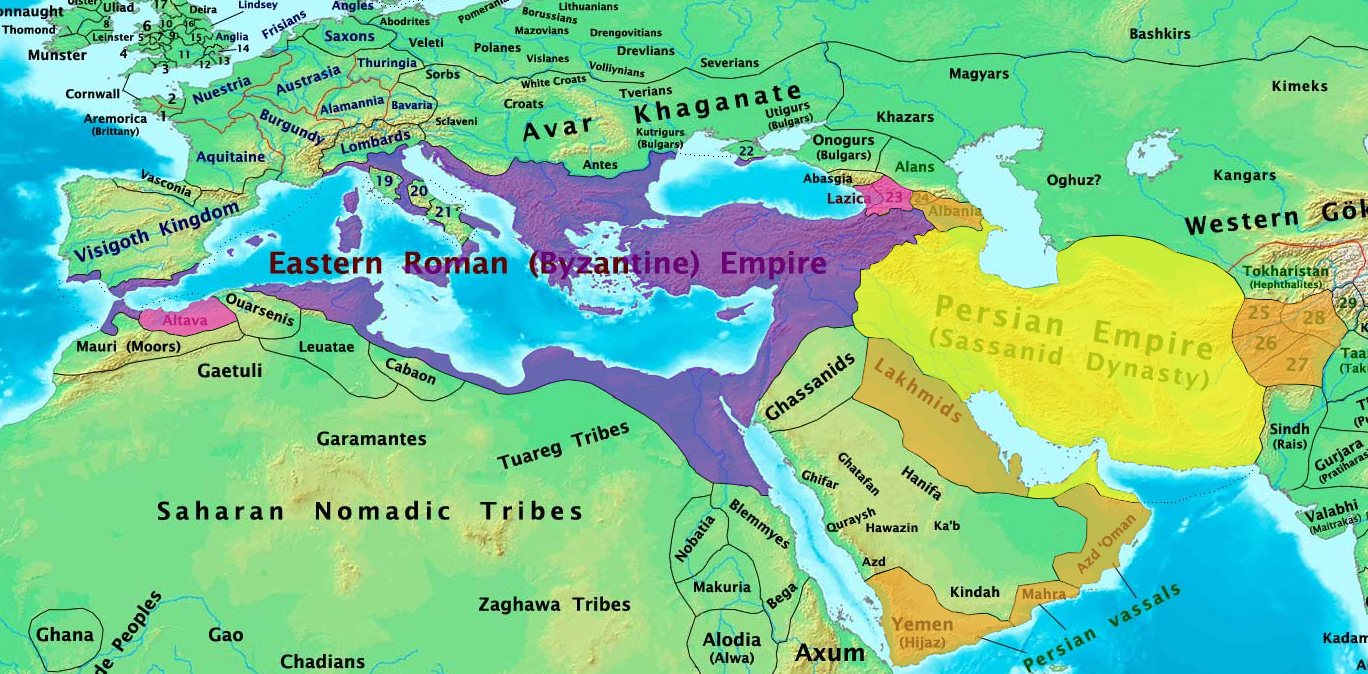
L'Eurasia nel 600 circa con un focus sull'impero bizantino e su quello sasanide. Gli Eftaliti si erano concentrati all'epoca nei vari principati situati in Tokaristan (estrema destra della mappa)

Intorno al 600, gli Unni bianchi diedero il via a una serie di incursioni particolarmente devastanti nell'impero sasanide che permisero loro di spingersi fino all'Provincia di Esfahan, nell'Iran centrale. Durante questa fase, gli Eftaliti coniarono numerose monete emulando quelle rilasciate dalla zecca di Cosroe II, aggiungendo però sulla testa un acronimo eftalita in sogdiano e un tamga ().
Intorno al 606/607, in concomitanza con lo scoppio della seconda guerra persiano-turca, i Göktürk e gli Eftaliti invasero ancora una volta il territorio sasanide. Cosroe richiamò Sembat IV Bagratuni dall'Armenia e lo mandò in Iran per respingere gli invasori. Sembat, con l'aiuto di un principe persiano di nome Datoyean, respinse gli Unni bianchi dalla Persia e saccheggiò i loro domini nel Grande Khorasan, dove si dice che Smbat uccise il sovrano che li comandava in duello. Cosroe diede quindi a Sembat il titolo onorifico di "Khosrow Shun" ("la gioia o la soddisfazione di Cosroe"), mentre suo figlio Varaz-Tiros II Bagratuni ricevette il nome onorifico "Javitean Khosrow" ("Eterno Cosroe").

#### Ascesa dei Turchi occidentali (625)

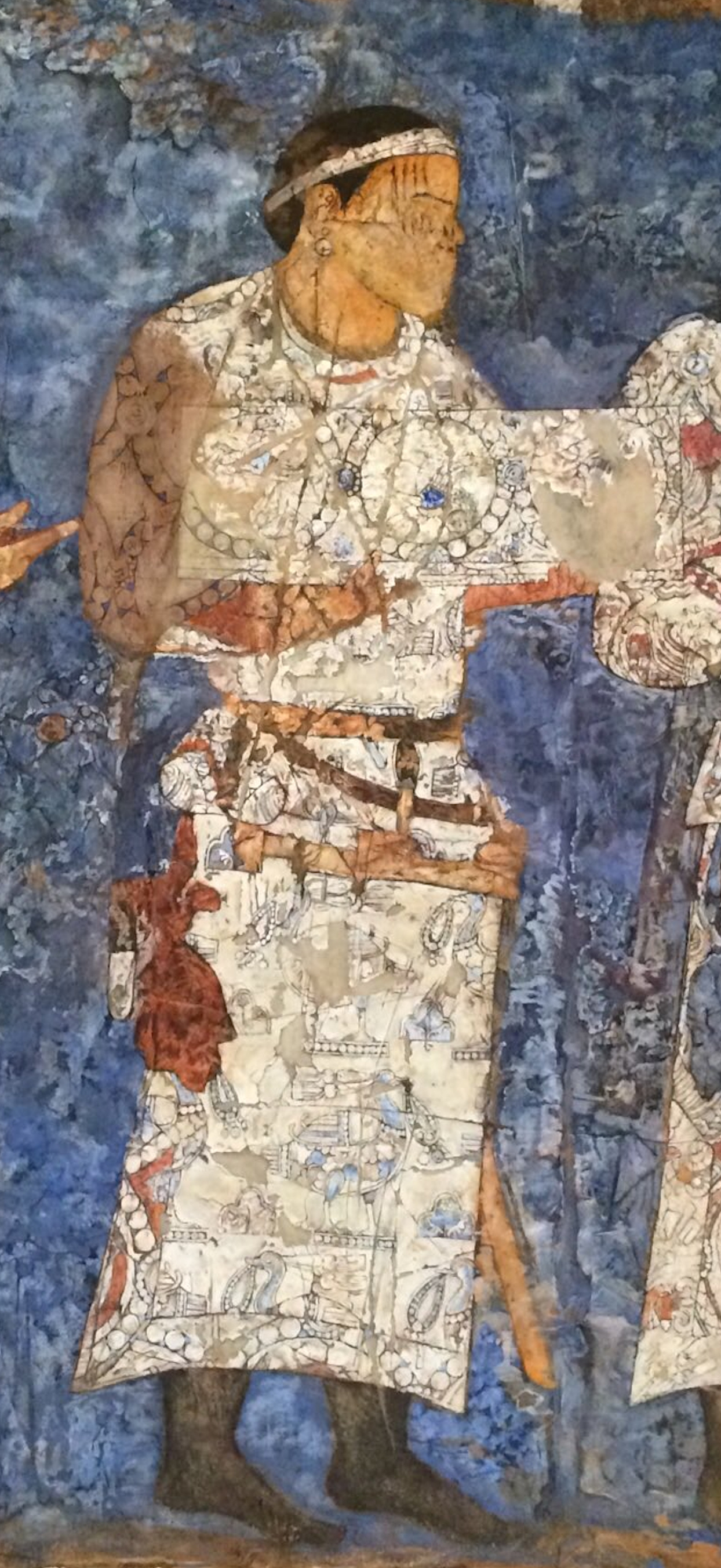
Ambasciatore del Çağaniyan in visita dal re Varkhuman di Samarcanda, 648-651. Murali di Afrasiab, Samarcanda. Chaganian era un "Principato cuscinetto eftalita" tra Denov e Termez

Dal 625, il territorio degli Eftaliti, dal Tokaristan al Kabulistan, fu occupato dai Turchi occidentali, con il risultato che si formò un'entità governata dai nobili provenienti dal loro khaganato, gli Yabgus di Tokara. Questi ultimi, detti anche "Yabgus del Tokaristan" (in cinese 吐火羅葉護, Tǔhuǒluó Yèhù), erano una dinastia di funzionari amministrativi di alto grado con il titolo di "Yabgu", i quali governarono dal 625 a sud del fiume Oxus, nell'area del Tokaristan e oltre, con alcune comunità più piccole sopravvissute nell'area di Badakshan fino al 758. La loro eredità si estese a sud-est fino al IX secolo, interessando comunità quali i Turk Shahi e gli Zunbil.

#### Invasione araba (651 circa)
Intorno al 650, durante la conquista araba dell'impero sasanide, il sovrano Yazdgard III stava cercando di riorganizzarsi e concentrare le forze nei pressi del Tokaristan. La speranza era quella di ottenere l'aiuto dei Turchi, specie dopo la sua sconfitta contro gli arabi in la battaglia di Nihavand (642). Yazdgard ricevette in principio il sostegno del principe eftalita di Çağaniyan, che inviò delle truppe per aiutarlo nelle lotte. Tuttavia, quando il sovrano sasanide arrivò nel Merv (odierno Turkmenistan), chiese il pagamento di un tributo al marzban di Marw, perdendo il suo sostegno e facendolo alleare con il sovrano eftalita del Badghis, Nezak Tarkan. Quando i due formalizzarono il rapporto di collaborazione, colpirono con i propri soldati Yazdgard e lo surclassarono nel 651. Yazdgard III riuscì a malapena a scampare alla morte, ma fu assassinato subito dopo nelle vicinanze di Merv, evento che consentì agli arabi di espugnare la città di Merv nello stesso anno.
Nel 652, in seguito all'assedio di Herat a cui parteciparono gli Unni bianchi, gli arabi conquistarono le città del Tokaristan settentrionale, inclusa Balkh, e i principati che governavano furono costretti a rendere omaggio e ad accettare la presenza di guarnigioni arabe. Gli Eftaliti si ribellarono di nuovo nel 654, scatenando la battaglia di Badghis.
Nel 659, le cronache cinesi menzionavano ancora gli «Eftaliti di Tarkan» (悒達太汗 Yida Taihan, probabilmente correlati a «Nezak Tarkan»), come alcuni dei governanti del Tokaristan che rimasero teoricamente soggetti all'impero cinese e la cui città principale era Huolu (活路, moderna Mazar-i Sharif, in Afghanistan).
La città di Merv divenne la base degli arabi per le loro operazioni belliche in Asia centrale. Gli invasori si indebolirono durante i 4 anni di guerra civile che portarono all'istituzione del califfato omayyade nel 661, ma in seguito furono in grado di continuare la loro espansione.

#### Ribellione contro il califfato omayyade (689-710)

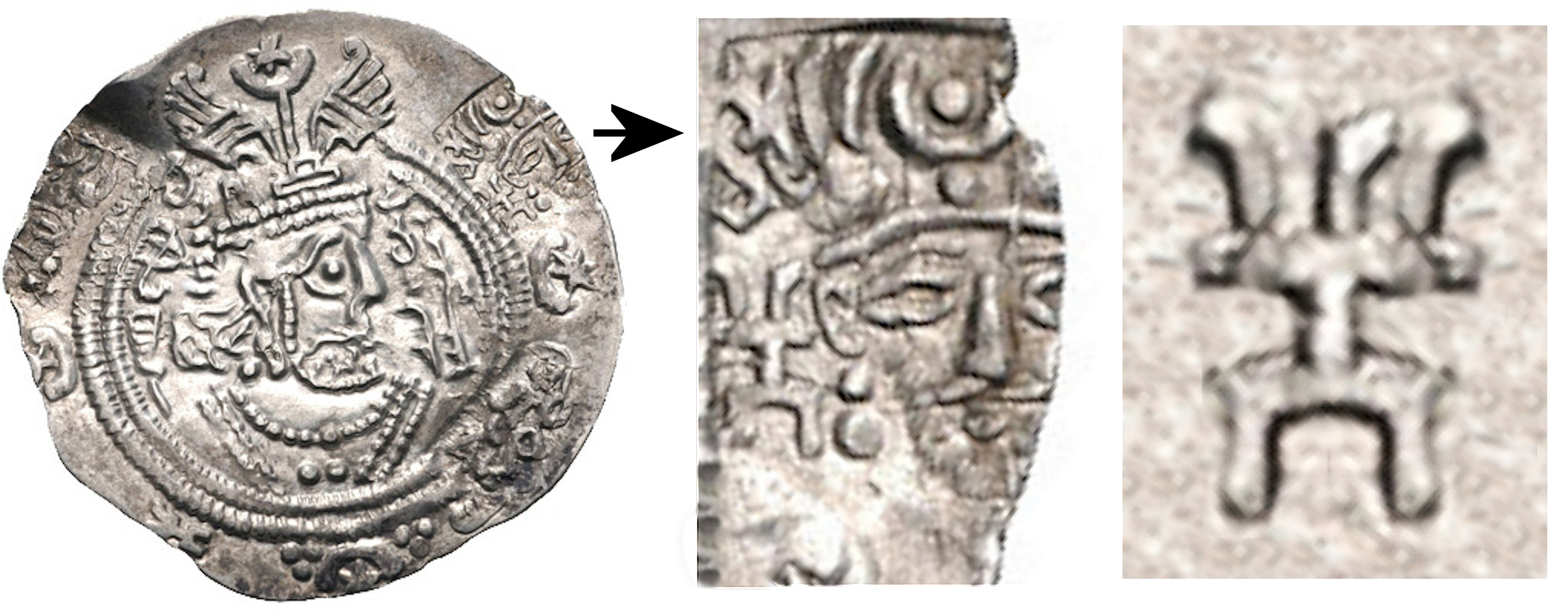
Copia eftalita di una moneta sasano-araba di Abd Allah ibn Khazim con l'indicazione dell'anno dall'egira 69 (688). Il dettaglio a destra evidenza la corona in testa al sovrano, la mezzaluna e un tamga di epoca tarda

Intorno al 689, il sovrano eftalita del Badghis e il ribelle arabo Musa ibn Abd Allah ibn Khazim, figlio del governatore zubaride del Khorasan Abd Allah ibn Khazim al-Sulami, si alleò contro le forze del califfato omayyade. Gli Unni bianchi e i loro alleati catturarono Termez nel 689, respinsero gli arabi e occuparono l'intera regione del Khorasan per un breve periodo, elevando la città appena menzionata come capitale, che venne descritta dagli scritti arabi come il «quartier generale degli Eftaliti» (dār mamlakat al-Hayāṭela). Gli arabi del califfato omayyade sotto Yazid ibn al-Muhallab ripresero possesso di Termez nel 704. Nezak Tarkan, il sovrano degli Eftaliti di Badghis, guidò una nuova rivolta nel 709 con il sostegno di altri principati e delle autorità nominali nella zona, gli Yabgu del Tokaristan. Nel 710, Qutayba ibn Muslim riuscì a ristabilire la supremazia musulmana nell'area e catturò Nizak Tarkan, fatto poi giustiziare su ordine del generale al-Hajjaj nonostante le promesse di perdono, mentre lo yabgu fu esiliato a Damasco e ivi tenuto in ostaggio.
Nel 718, le cronache cinesi menzionavano ancora gli Eftaliti (悒達 Yida) tra le entità sottoposte alla sovranità degli Yabgu di Tokara, che erano in grado di fornire 50.000 soldati al servizio del proprio signore. Quanto sopravvissuto della confederazione eftalita, non necessariamente legato ai ceti più nobili, sarebbe stato assorbito dai Göktürk, poiché un documento in tibetano antico, risalente all'VIII secolo, menzionava la tribù Heb-dal tra le 12 tribù Dru-gu governate dal khagan turco orientale Bug-chor, cioè Qapagan Qagan. Le cronache cinesi riportano ancora di ambasciate del «regno eftalita» fino al 748.

## Società
Si ipotizza che gli Unni bianchi praticassero la poliandria e avessero deformazioni craniche artificiali. Mentre i Gökturk riferirono ai bizantini che solevano cintare con delle mura i propri insediamenti, alcune fonti cinesi smentivano tale informazione sostenendo che vivessero nelle tende. Litvinsky ha provato ad azzardare un'ipotesi che conciliasse i due estremi asserendo che si trattasse di popoli nomadi poi trasferitisi nelle città che avevano conquistato. Benché disponessero di alcuni funzionari governativi, il controllo centrale era debole e le dinastie locali non aborrivano alla pratica di rendere omaggio.
Secondo Song Yun, il monaco buddista cinese che visitò il territorio eftalita nel 540 «fornendo resoconti accurati sulle persone, sui loro vestiti, sulle imperatrici, sulle procedure e sulle tradizioni giudiziarie del popolo e afferma che gli eftaliti non praticavano la religione buddista, abbracciavano degli pseudodèi e uccidevano animali per la loro carne».

### Sovrani
La penuria di fonti rende difficile ricostruire le funzioni e gli incarichi che i sovrani di turno ricoprirono durante l'arco di esistenza dell'impero e durante la successiva frammentazione. Di seguito un elenco dei governanti di cui si ha notizia.
- Khushnavaz, intorno al 458
- Kun-khi, intorno al 484[93]
- Yilituo Yandai, 516 circa (conosciuto soltanto dal suo nome cinese 姓厭帶名夷栗陁)[125][131]
- Hwade-gang (conosciuto soltanto tramite gli archivi del regno di Rob).[25]
- Ghadfar/Ghatifar, circa 567–568[161]
- Faghanish (568-) (attivo in Çağaniyan)
- Nezak Tarkan (650 circa-710)

### Esercito
Gli Unni bianchi si guadagnarono con il tempo la fama di potente forza militare. A seconda delle fonti, l'arma principale di cui si muniva un guerriero eftalita erano l'arco, la mazza o la spada. A giudicare dalle conquiste militari da loro ottenute, è verosimile che potessero vantare su una forte cavalleria. Un resoconto interessante sull'impatto esercitato dal popolo in esame in Persia è fornito dal cronista armeno del VI secolo Lazzaro di Parp:
(Lazzaro di Parp)

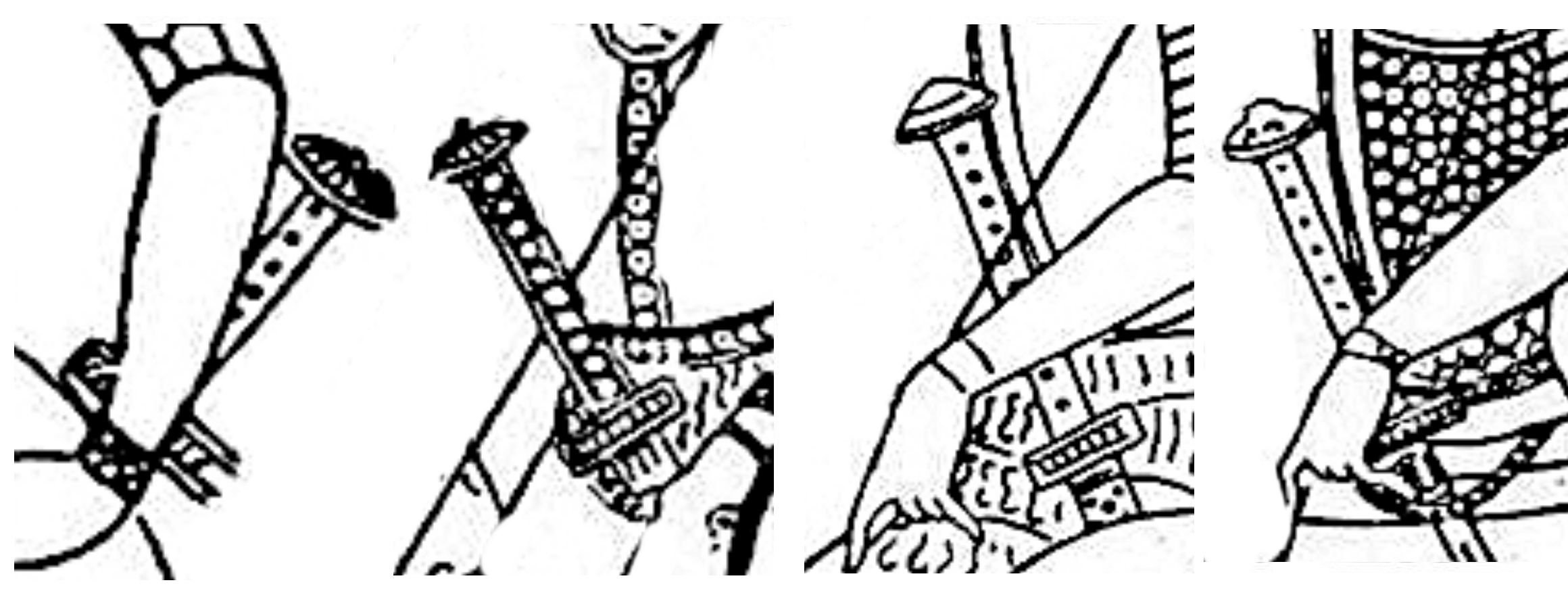
Dettaglio delle guardie con la spada con il tipico rettangolo "unno" e forme ovali con disegni del cloisonné, grotte di Kizil, V secolo

È noto che i progetti "unni" di realizzazione delle armi abbiano influenzato quelli sasanidi durante il VI-VII secolo, ossia appena prima delle invasioni islamiche. Più nel dettaglio, i sasanidi adottarono i modelli dei nomadi unni per realizzare delle spade di ferro diritte e i foderi ricoperti d'oro. Una simile influenza risulta particolarmente evidente nel cosiddetto sistema della doppia sospensione, funzionale a tenere meglio al fianco la spada. Le due cinghie atte a questo meccanismo erano di lunghezza diversa e fissate a una sporgenza a forma di P sul fodero, in modo che si potesse tenere l'arma al fianco senza che disturbasse il portatore e che si potesse estrarre in maniera agevole, soprattutto a cavallo. Si ritiene che tale sistema di mantenimento delle spade sia stato introdotto dagli Eftaliti in Asia centrale e nell'impero sasanide. L'influenza si estese generalmente a tutti i territori da loro controllati. Il primo esempio di spada a doppia sospensione nell'arte sasanide si rintraccia in un bassorilievo di Taq-e Bostan risalente all'epoca di Cosroe II (590-628).
Le spade con motivi cloisonné ornati e sospensioni a due cinghie, così come osservabili negli affreschi di Panjakent e Kizil e negli scavi archeologici, potrebbero essere delle versioni dei pugnali prodotti sotto l'influenza eftalita. Le armi con disegni unni sono raffigurate nella "grotta dei pittori" compressa negli anfratti di Kizil, in un murale che mostra guerrieri corazzati datato al V secolo. Le loro spade riprendono un tipico stile unno con forme rettangolari o ovali e degli ornamenti con cloisonné.
Anche l'elmo lamellare divenne popolare grazie ai nomadi della steppa e si diffuse presto tra le file dei guerrieri dell'impero sasanide quando presero il controllo dell'antico territorio eftalita. Questo tipo di elmo appare in sculture raffigurate su capitelli dei pilastri a Taq-e Bostan e sulle iscrizioni di Bisotun, oltre che sulla moneta dedicata alla dea iranica Anahita coniata durante il regno di Cosroe II (al potere tra il 590 e il 628).

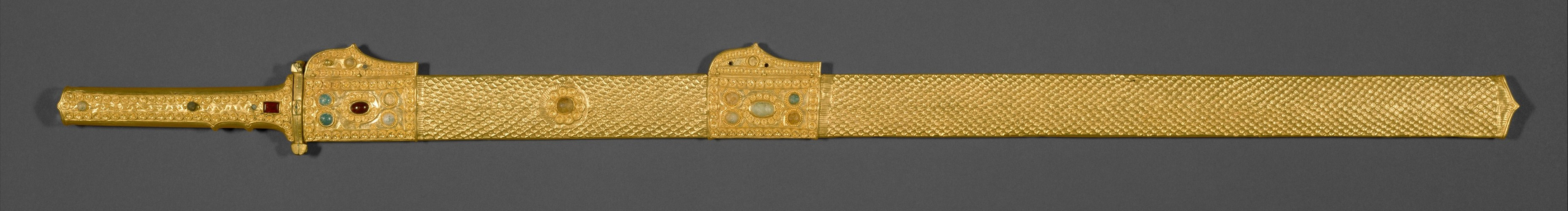
Spada sasanide e fodero che adottano da modelli di sospensione a due cinghie "unni", VII secolo

### Demografia
Gli Eftaliti governavano una confederazione di vari popoli, molti dei quali probabilmente di origine iranica e che si esprimevano in una lingua iranica. Diverse città, come Balkh, Kobadiyan (in Tagikistan) e forse Samarcanda ricevettero l'autorizzazione a inviare delle ambasciate regionali in Cina mentre erano sotto il controllo eftalita. Diversi sono i ritratti di ambasciatori regionali provenienti dai territori occupati dagli eftaliti (specie Tokaristan e bacino del Tarim) e a noi noti grazie a dipinti cinesi come I ritratti dell'offerta periodica. Anche sulla base delle segnalazioni fornite da autori cinesi, Etienne de la Vaissière ha stimato la popolazione locale di ciascuna delle principali oasi in Tokaristan e Turkestan occidentale in diverse centinaia di migliaia di abitanti ciascuna, mentre la principale, quella del bacino del Tarim, avrebbe ospitato decine di migliaia di abitanti.

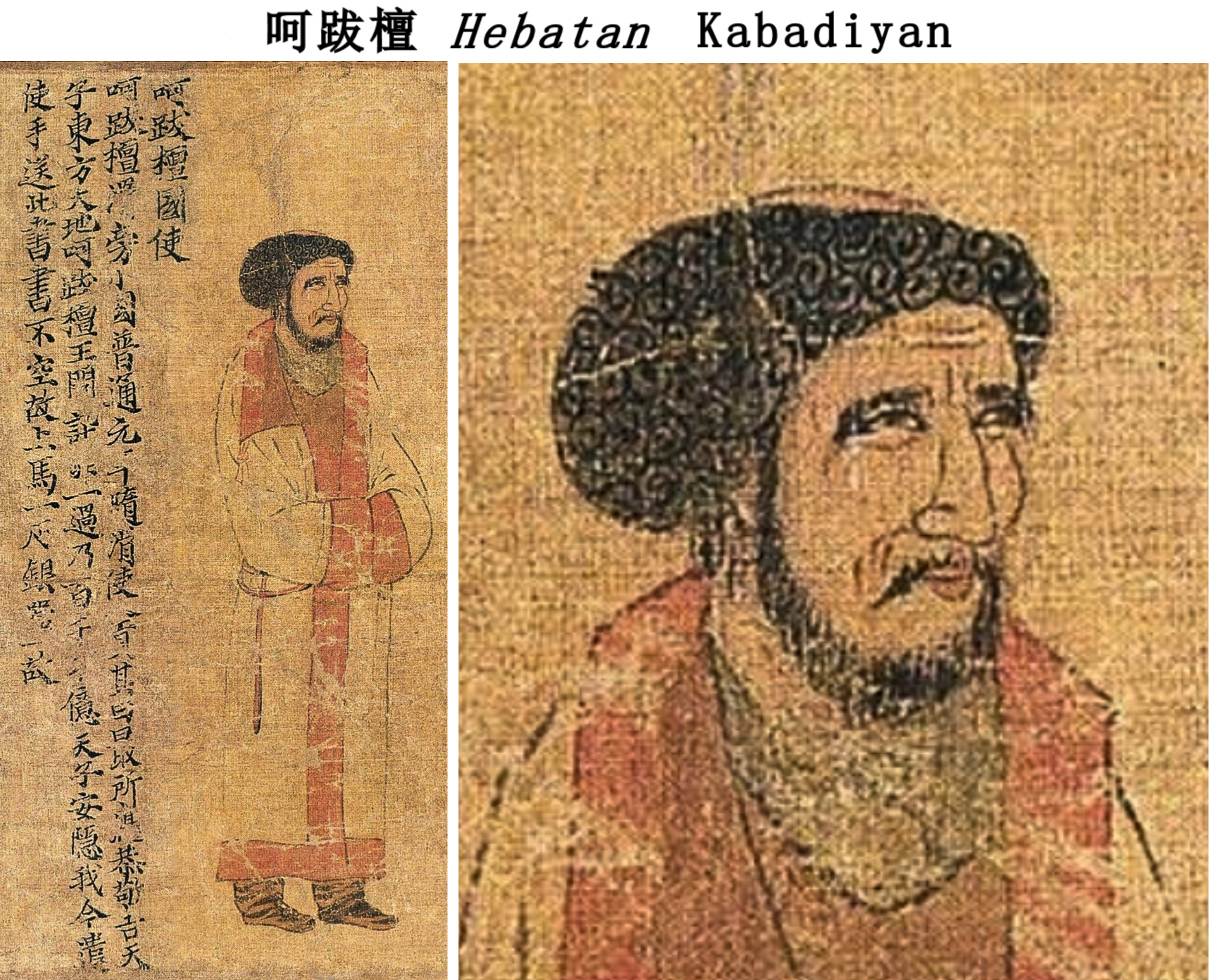
Ambasciatore di Kabadiyan presso la corte cinese dell'imperatore Yuan di Liang nella sua capitale Jingzhou nel 516–520. I ritratti dell'offerta periodica, copia di una canzone dell'XI secolo. Accompagnò l'ambasciatore eftalita in Cina
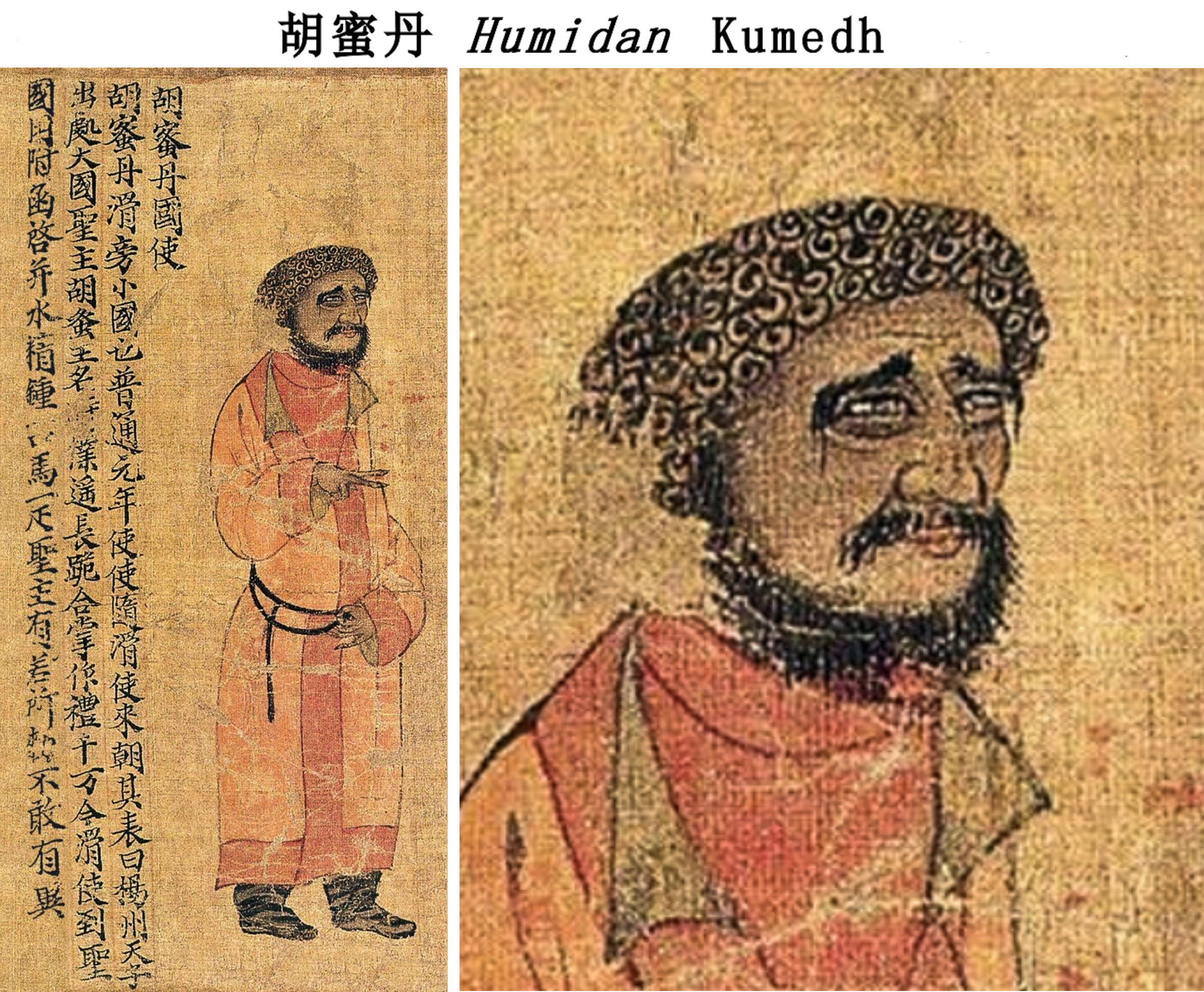
Ambasciatore di Konduz alla corte cinese dell'imperatore Yuan di Liang nella sua capitale Jingzhou nel 516-520. I ritratti dell'offerta periodica, copia dell'XI secolo
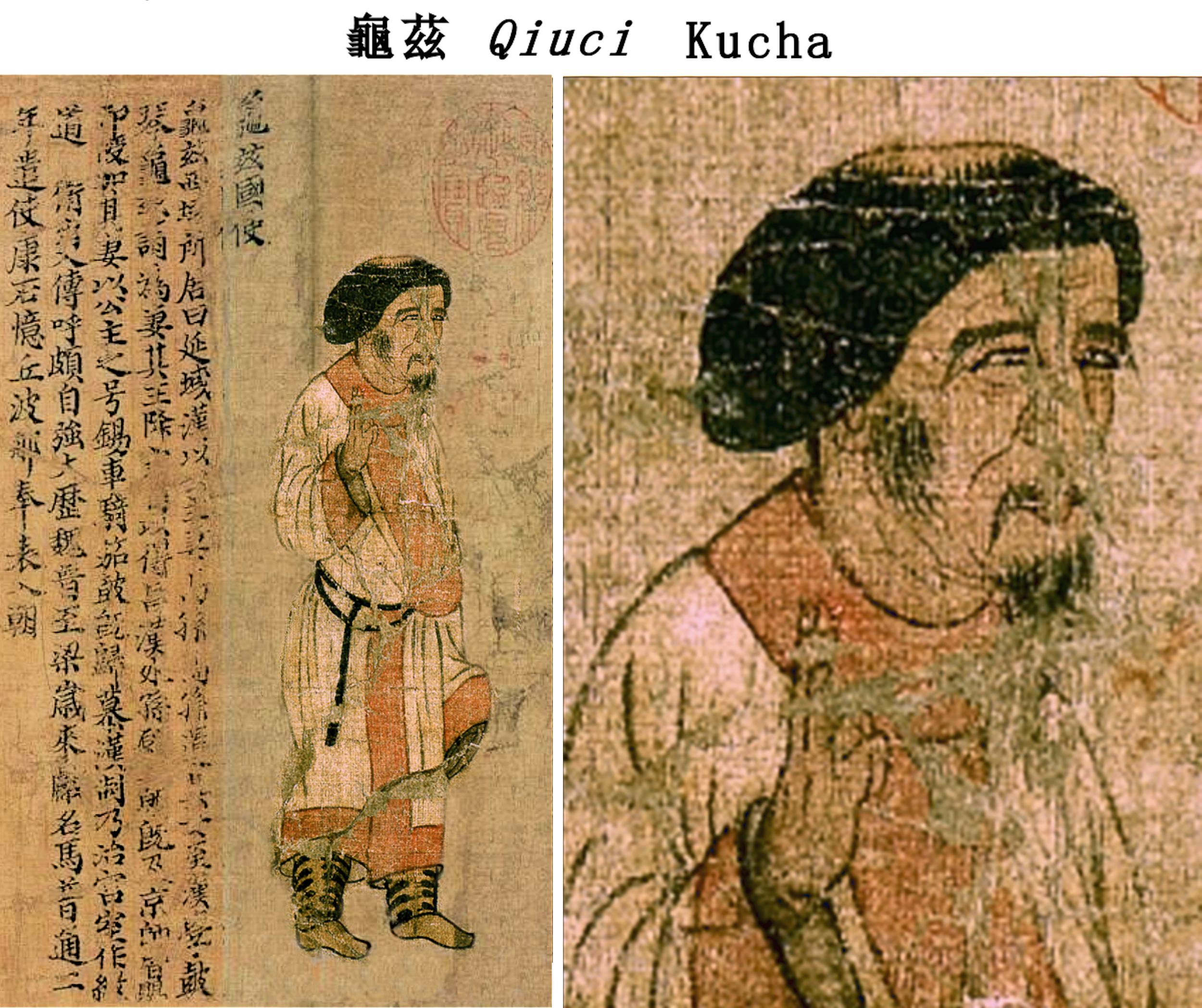
Ambasciatore di Kucha (龜茲國 Qiuci-guo), una delle principali città tocari nel bacino del Tarim, in visita alla corte cinese dei Liang del sud, a Jingzhou, intorno al 516–520. I ritratti dell'offerta periodica, copia dell'XI secolo
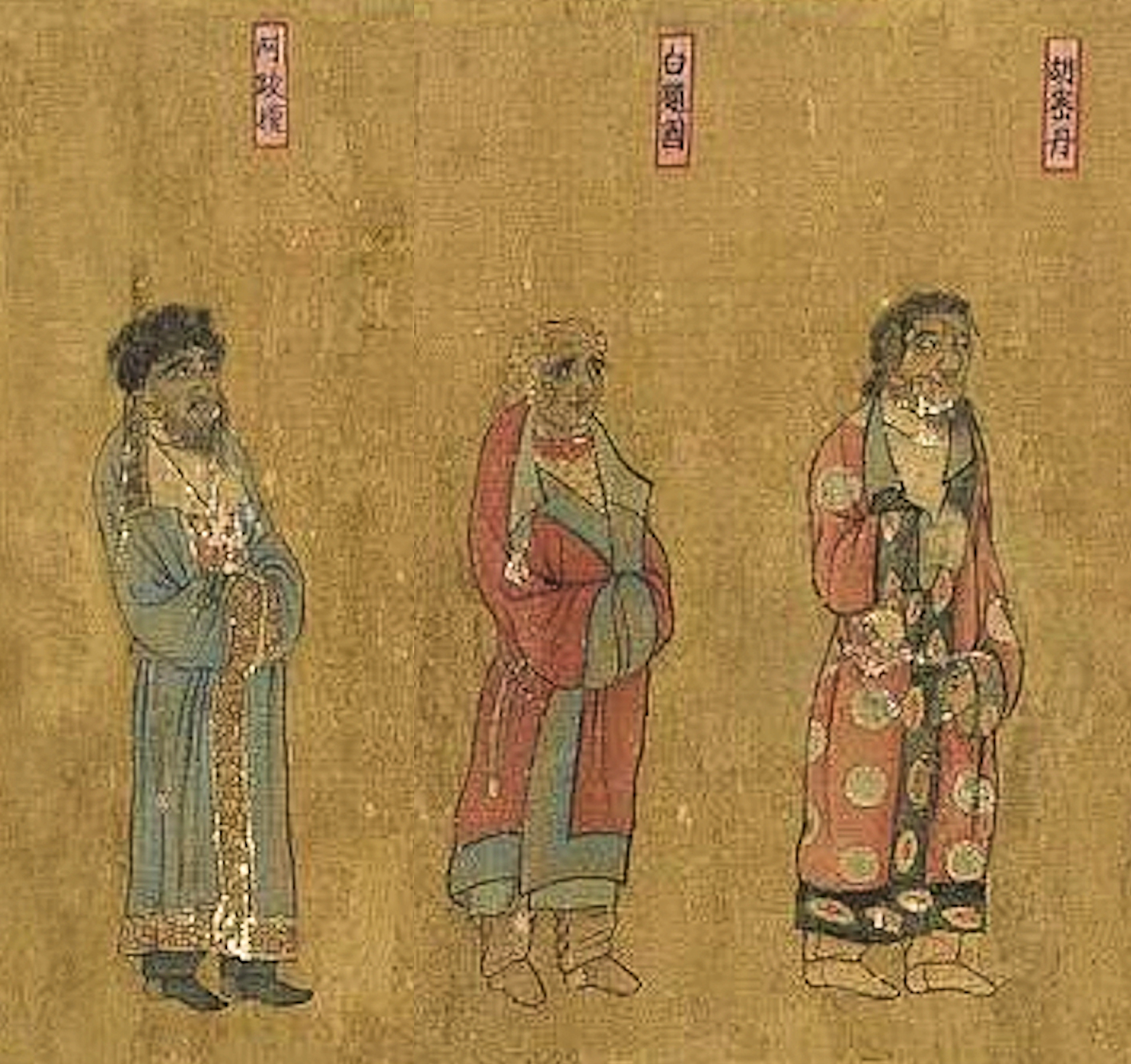
Ambasciatori di Kabadiyan (阿跋檀), Balkh (白題國) e Kumedh (胡密丹), in visita alla corte della dinastia Tang. I ritratti dell'offerta periodica (王会图), 650 circa

### Gli Unni alcioni e gli Unni bianchi

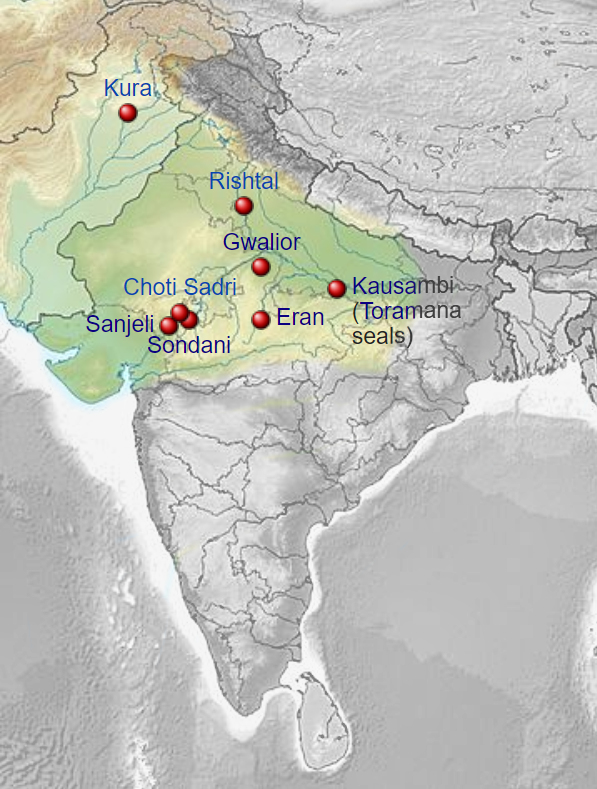
Distribuzione degli Unni alcioni nell'odierna India settentrionale e in Pakistan

Gli Unni alcioni, che invasero l'India settentrionale e divennero lì conosciuti come «Hūṇas», furono a lungo considerati come una delle comunità o una suddivisione degli Eftaliti, oppure ancora come il loro ramo orientale, ma ora si tende a considerarli come un'entità separata, che potrebbe essersi spostata dalla Battriana verso altri lidi. Storici come Christopher I. Beckwith, rifacendosi a Étienne de la Vaissière, afferma che gli Eftaliti non corrispondevano necessariamente agli Huna ("Sveta Huna"). Secondo de la Vaissière, gli Eftaliti non andrebbero identificati direttamente con gli Huna sulla base delle fonti coeve disponibili. Inizialmente si erano distribuiti perlopiù nel bacino dell'Oxus, in Asia centrale,  espandendosi verso il Gandhāra, nella parte nord-occidentale del subcontinente indiano, intorno al 465. Da lì, si diffusero a macchia d'olio in varie parti dell'India settentrionale, occidentale e centrale.
Gli Hūṇa sono menzionati in diversi testi antichi quali il Rāmāyaṇa, il Mahābhārata, il Purāṇa e il Raghuvaṃśa di Kālidāsa. I primi Huna, probabilmente dei Kidariti, furono inizialmente sconfitti dall'imperatore Skandagupta dell'impero Gupta nel V secolo. All'inizio del VI secolo, gli Unni alcioni invasero a loro volta la parte dell'impero Gupta che era a sud-est e si assicurarono l'India settentrionale e una fetta di quella centrale. L'imperatore Bhanugupta surclassò gli Huna a ridosso di Toramana nel 510, mentre suo figlio Mihirakula venne respinto da Yashodharman nel 528. All'inizio del VI secolo, questi popoli stranieri furono scacciati dall'India dai re Yasodharman e Narasimhagupta.

### Aspetto fisico

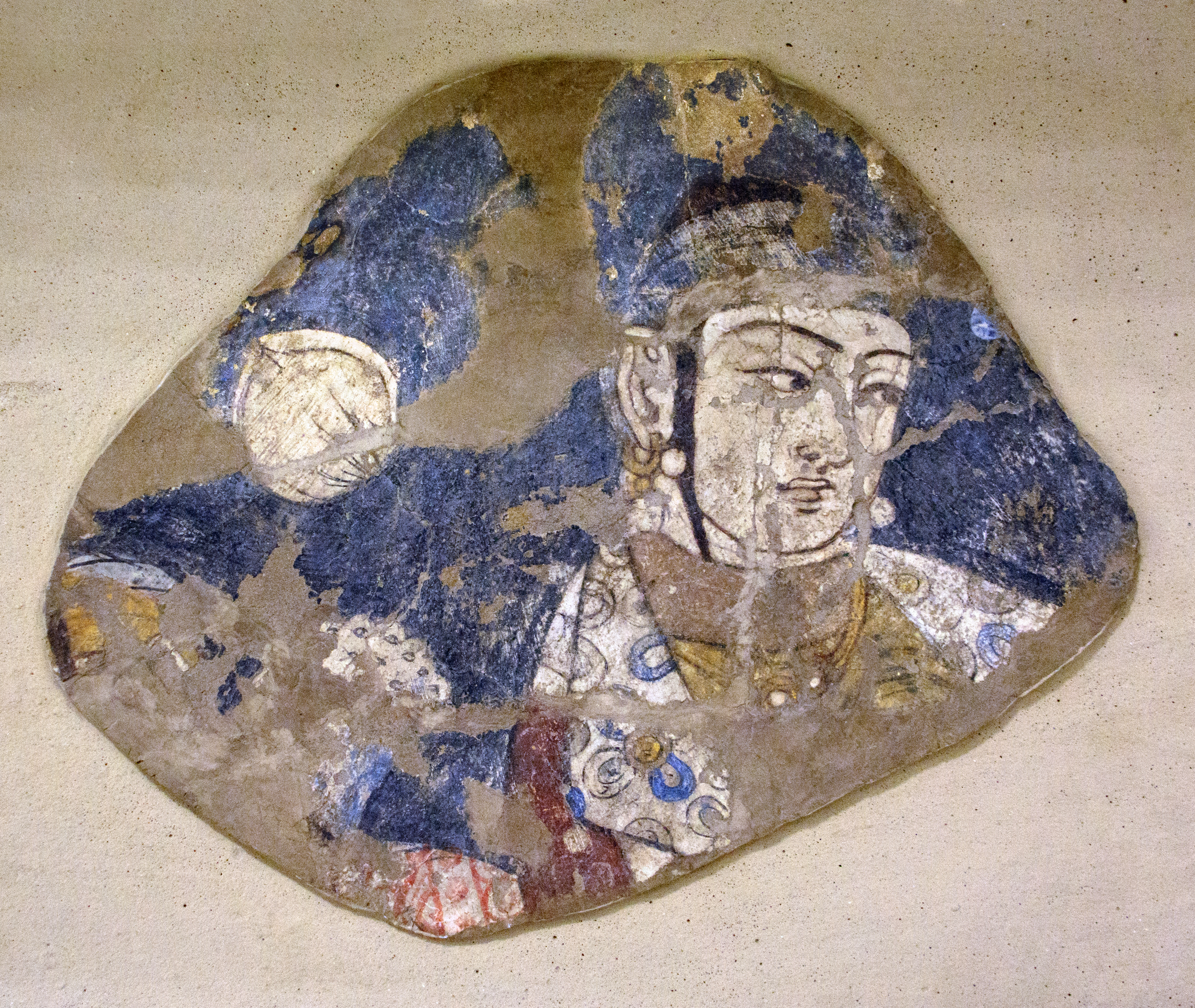
Un altro affresco della scuola del Tokaristan trovato a Tavka Kurgan, nell'Uzbekistan meridionale. Conservato nel museo archeologico di Termez, le somiglianze artistiche con il sito di Balalyk Tepe si notano «soprattutto con riferimento al viso»

Gli Eftaliti appaiono in diversi dipinti murali nell'area del Tokaristan, specialmente in scene di banchetti ritrovati a Balalyk Tepe e come donatori di Buddha nel dipinto del soffitto di 35 metri situato presso il Buddha di Bamiyan. Molte delle figure in questi lavori hanno un aspetto caratteristico, con degli abiti che presentano una cintura e un bavero unico della loro tunica piegato sul lato destro, uno stile che divenne popolare sotto gli Eftaliti. Altri dettagli analizzati dagli studiosi riguardano i capelli corti, gli accessori, i tratti fisionomici e i visi tondi e imberbi. Con grande verosimiglianza, le figure immortalate a Bamiyan devono rappresentare i patrocinanti e i signori che sostennero economicamente la costruzione del monumentale Buddha gigante. Questi straordinari dipinti rientrano «nella tradizione artistica delle classi dirigenti eftalite del Tukaristan».
I dipinti relativi agli Unni bianchi sono stati spesso raggruppati sotto l'appellativo di «scuola d'arte del Tokaristan», o «parentesi eftalita nella storia dell'arte dell'Asia centrale». Gli affreschi di Tavka Kurgan, di ottima fattura, appartengono alla medesima fase artistica e sono strettamente correlati ad altri lavori della scuola del Toklaristan come quelli rinvenuti a Balalyk Tepe (Uzbekistan), specie se si considerano gli abiti ritratti e, soprattutto, lo stile dei volti.
La parentesi artistica in esame, con i caftani dal colletto triangolare ripiegato a destra, la particolare pettinatura tagliata, le corone a mo' di mezzaluna, sono stati ritrovati in molte delle aree storicamente occupate e governate dagli Unni bianchi, in particolare in Sogdiana, a Bamiyan (moderno Afghanistan), o a Kucha, nel bacino del Tarim (moderno Xinjiang, Cina). Sulla base delle premesse appena esposte, si intuisce la realizzazione di un processo di «unificazione politica e culturale dell'Asia centrale» con stili artistici e iconografie simili.

## Cultura

### Arte

#### Buddha di Bamiyan
Il complesso dei Buddha di Bamiyan vide la luce durante la parentesi eftalita. La datazione al carbonio dei componenti strutturali dei Buddha ha determinato che la più piccola delle statue, quella orientale alta 38 m, fu costruita intorno al 570 (con il 95% di probabilità tra 544 e 595), mentre la maggiore, quella occidentale (55 m), venne realizzata intorno al 618 (con il 95% di probabilità tra 591 e 644). Grosso modo durante tale arco temporale, il popolo in esame riportò la grande sconfitta contro le forze turco-sasanidi (557); potrebbe anche essere possibile che si fossero già concentrati, in un periodo successivo alla disfatta, a sud dell'Oxus come principati. Ciò che è certo è che di sicuro una parte del complesso risale a un periodo anteriore a quando i Turchi invasero la regione per formare lo Yabgus del Tokaristan (625).
Tra i dipinti più famosi dell'area di interesse archeologico si deve ricordare il soffitto del Buddha orientale, che rappresenta una divinità solare su un carro trainato da cavalli, oltre a scene cerimoniali con figure reali e devoti. Il dio indossa un caftano tipico del Tokaristan, degli stivali ai piedi e impugna una lancia: Margottini ha provato a dare un titolo alla rappresentazione definendola «Il dio Sole e un carro aureo che sorge in cielo». Il lavoro riprende l'iconografia del dio iranico Mitra, assai venerato in Sogdiana. Mentre il dio cavalca un carro aureo a due ruote trainato da quattro cavalli, due servitori alati sono in piedi davanti al lato del mezzo di locomozione, con in testa un elmo corinzio con una piuma e uno scudo in braccio. Nella parte superiore si intravedono gli dei del vento, intenti a volare con uno scialle tenuto con entrambe le mani. Questa grande composizione è unica e non ha eguali né nel Gandhāra né in India, malgrado si rintraccino alcune somiglianze con gli affreschi rinvenuti nelle grotte di Kizil o di Dunhuang.
L'immagine centrale del dio Sole sul suo carro aureo è accompagnata da due file laterali di personaggi reali e religiosi, ovvero re e dignitari che si mescolano con Buddha e Bodhisattva. Uno dei personaggi, situato in piedi dietro un monaco di profilo, potrebbe corrisponde al re di Bamiyan. Indossa una corona merlata con una sola mezzaluna e un corimbo, ovvero una tunica con una scollatura tonda e una fascia sasanide. Molte delle figure, sia coppie reali, personaggi con corone o donne riccamente vestite, hanno l'aspetto caratteristico degli Unni bianchi del Tokaristan, con le giacche con cintura e un unico risvolto della loro tunica piegato sul lato destro, i capelli tagliati, gli accessori per capelli, la loro caratteristica fisionomia e i loro tondi volti senza barba. Queste figure rappresentano con grande verosimiglianza i donatori e gli aristocratici che patrocinarono la costruzione del monumentale Buddha gigante. La figura dei benefattori si concentra attorno ai Sette Buddha del passato e a Maitreya. I personaggi immortalati in questo dipinto sono molto simili a quelli raffigurati a Balalyk Tepe e potrebbero avere stretti legami, magari anche di parentela, con gli Eftaliti. La loro partecipazione è in linea «con la tradizione artistica di raffigurare le classi dirigenti eftalite della Battria».
Gli affreschi non sono più visibili a seguito delle operazioni di distruzione delle statue compiute da parte dei talebani nel 2001.

#### Sigilli

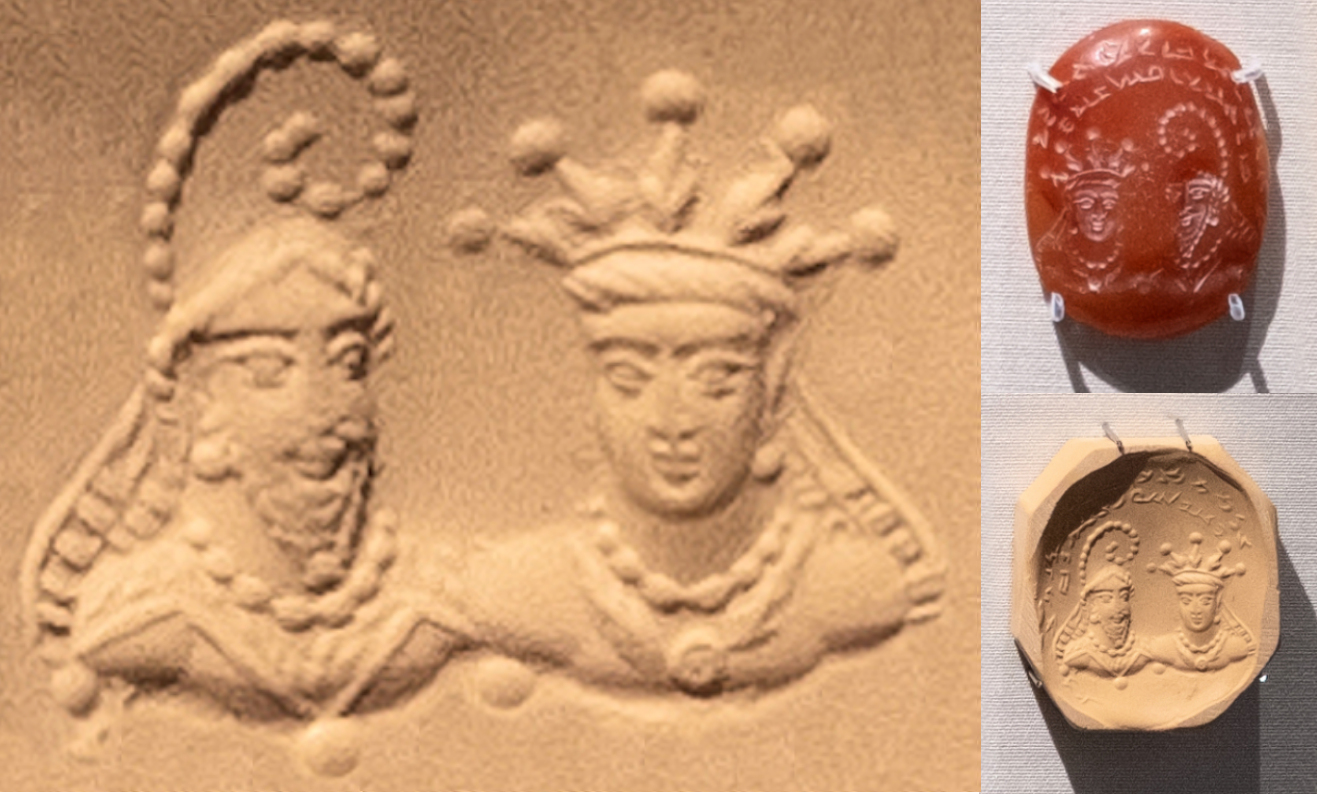
Il Sigillo BM 119999 con una figura barbuta in abito sasanide che indossa il kulāf, un copricapo che denotava il rango aristocratico e un ruolo istituzionale nell'apparato amministrativo. Benché entrambe le figure adoperino dei nastri reali, una sola indossa una corona radiata. Attribuito agli Eftaliti, è stato di recente datato al V-VI secolo. Secondo il giudizio di autori del Novecento, in particolare Bivar (1969) e Livshits (1969) a cui si era adeguato il British Museum, il sigillo era stato datato tra il 300 e il 350

Diversi sigilli trovati in Battriana e Sogdiana sono stati attribuiti agli Eftaliti.
- Il "siigillo dello yabgu eftalita" mostra un sovrano del medesimo popolo con una corona radiata, degli accessori tipici del rango reale e un volto senza barba, con il titolo in alfabeto battriano di  "Ebodalo Yabgu" (  ηβοδαλο ββγο, "Il Signore degli Eftaliti"), ed è stato datato tra la fine del V secolo e l'inizio del VI secolo.[20][23][26] Quest'importante sigillo è stato pubblicato da Judith A. Lerner e Nicholas Sims-Williams nel 2011;[195]
- Il Sigillo BM 119999, conservato presso il British Museum mostra due figure di fronte, una con la barba e con indosso l'abito sasanide e l'altra senza peli sul viso e con una corona radiata, entrambe ornate di nastri reali. Questo sigillo era inizialmente datato al 300-350 e attribuito agli Indo-sasanidi,[196][197] ma più di recente agli Eftaliti,[191] e datato al V-VI secolo.[192] Paleograficamente, il sigillo può essere attribuito al IV secolo o alla prima metà del il V secolo.[198]
- Il "Sigillo di Khingila" mostra un sovrano imberbe con corona radiata e nastri reali, che indossa un caftano a bavero, nel nome di Eškiŋgil (εϸχιγγιλο), che potrebbe corrispondere a uno dei sovrani chiamato Khingila (χιγγιλο), o potrebbe trattarsi di un titolo unno che significa "Compagno di spada", o anche "Compagno del Dio della guerra".[199][200]

## Religione

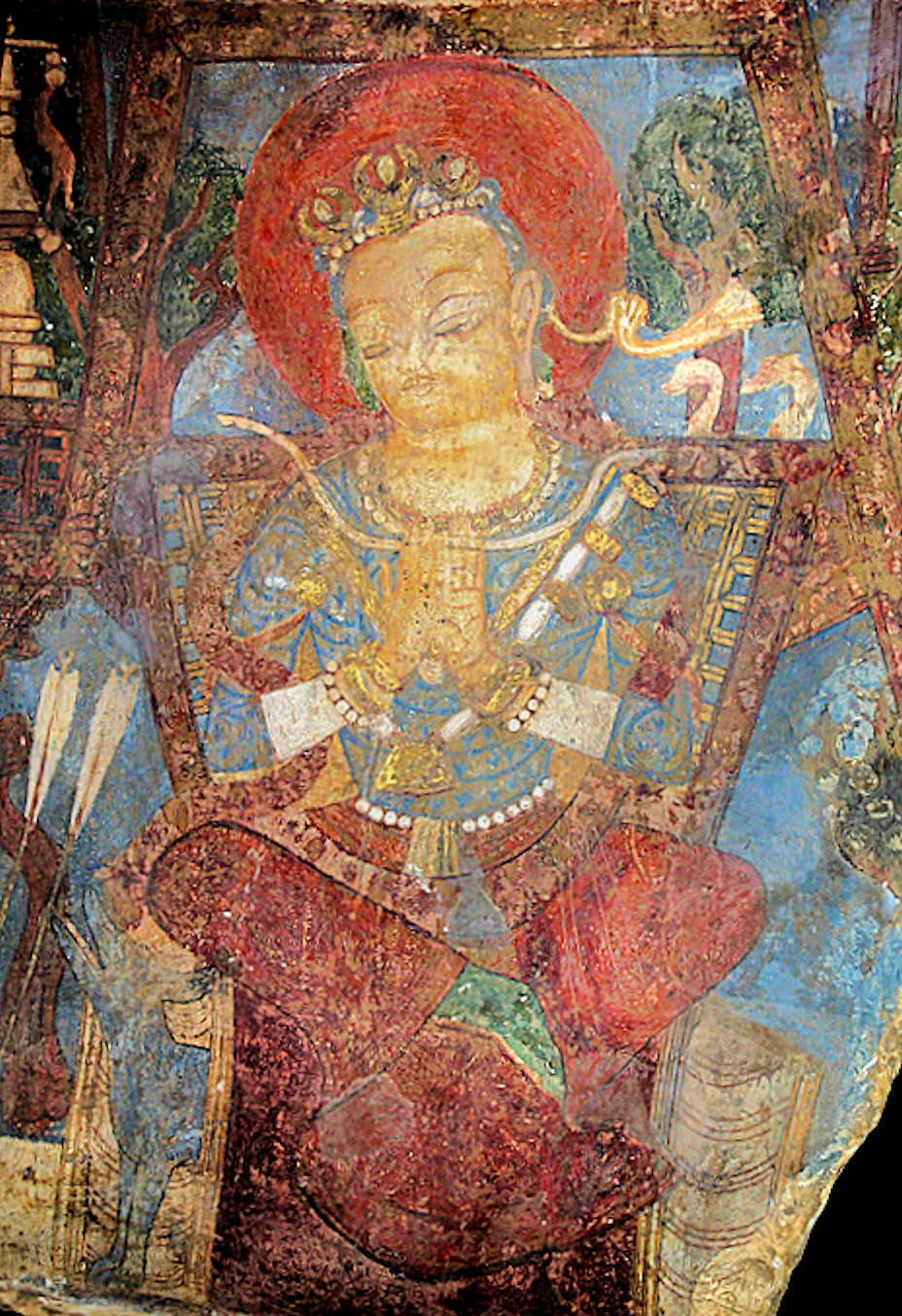
Il "re cacciatore" buddista scoperto nel Kakrak, una valle vicina a Bamiyan, è spesso rappresentato come frutto dell'influenza religiosa eftalita, soprattutto se si guarda alla "corona con la tripla mezzaluna". Dipinti murali del VII-VIII secolo, museo di Kabul.

Benché compaiano spesso resoconti relativi alla distruzione dei monasteri buddisti da parte degli Unni bianchi, a giudizio degli studiosi moderni si tratta di ricostruzioni dalla dubbia autenticità. Le fonti cinesi affermavano che essi adoravano «dèi stranieri», «demoni», il «dio del cielo» o il «dio del fuoco», lasciando ipotizzare un culto animista. Secondo Xuánzàng, il terzo pellegrino orientale a visitare le stesse aree di Song Yun circa un secolo dopo, la capitale del Çağaniyan vantava cinque monasteri.
Secondo lo storico André Wink, «in territorio eftalita il buddismo era la religione predominante, ma non mancavano minoranze di fedeli che aderivano al zoroastrismo e al manicheismo». Balkh contava circa 100 monasteri buddisti e 30.000 monaci, ma anche fuori dalla città sorgeva un grande monastero dello stesso credo, in seguito noto come Nawbahār.

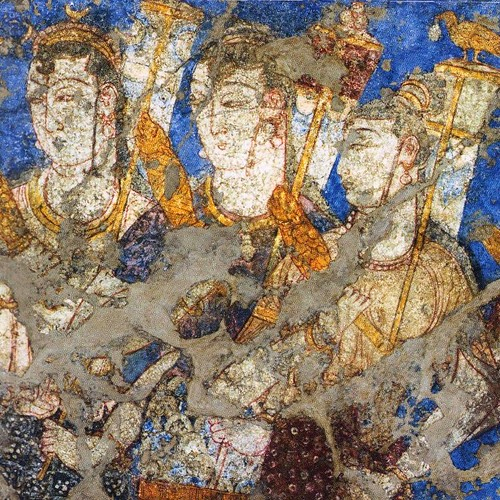
La corona a tripla mezzaluna in questo affresco di Penjikent (angolo in alto a sinistra), è considerata frutto di un autore eftalita. VII-inizio VIII secolo.

La presenza di cristiani tra gli Eftaliti cominciò ad apparire verso la metà del VI secolo, anche se non si sa nulla del loro processo di conversione. Nel 549 gli Unni bianchi inviarono una delegazione al cospetto di Aba I, il patriarca della Chiesa d'Oriente, chiedendogli di consacrare un sacerdote da loro scelto come loro vescovo, cosa che il patriarca effettivamente fece. Il nuovo chierico rese quindi omaggio sia al patriarca che al re sasanide del tempo, Cosroe I. La sede ecclesiastica non risulta nota, ma potrebbe essere stata nel Badghis o nel Qadištan, in quanto da quest'ultima zona il vescovo locale, Gabriele, inviò un delegato al sinodo del patriarca Ishoʿyahb I nel 585. È da notare la probabile decisione di sottoporlo all'autorità del metropolita di Herat. La presenza del sistema chiesa tra gli Eftaliti permise loro di espandere il loro lavoro missionario attraverso l'Oxus. Nel 591, alcuni nomadi che prestavano servizio nell'esercito del ribelle Bahram Chobin furono catturati da Cosroe II e inviati all'imperatore romeo Maurizio in veste di diplomatici come dono. Stando a quanto riferito dalle fonti, essi avevano una croce nestoriana tatuata sulla fronte.

## Possibili discendenti
Si è a lungo discusso su quale possano essere stati gli eredi degli Eftaliti.
- Avari: si è ipotizzato che fossero Eftaliti recatisi in Europa dopo il loro crollo nel 557, ma ciò non è adeguatamente supportato da fonti archeologiche o scritte.[209]
- Pashtun: gli Eftaliti potrebbero aver contribuito all'etnogenesi di questa popolazione. Yu. V. Gankovsky, uno storico sovietico esperto di storia afghana, ha dichiarato: «I Pashtun nacquero come un'unione di tribù in gran parte iraniche orientali, divenendo lo strato etnico iniziale dell'etnogenesi pashtun risalente alla metà del primo millennio d.C. Tale evento è connesso con lo scioglimento della confederazione eftalita».[210]
  - Durrani: chiamati "Abdālī" prima del 1747, secondo il linguista Georg Morgenstierne, il loro nome tribale potrebbe avere «una qualche relazione» con gli Eftaliti.[211] Quest'ipotesi è stata supportata dallo storico turkmeno Aydogdy Kurbanov, il quale ha sottolineato come, in seguito al crollo della confederazione eftalita, andarono ad assimilarsi con diverse popolazioni locali e che gli Abdali potrebbero essere una delle tribù di origine eftalita.[212]

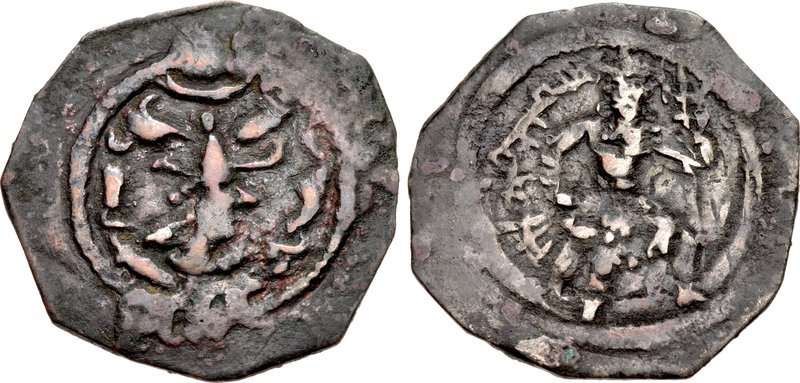
Una moneta Khalaj dell'VIII secolo realizzata sul modello eftalita e che riprende quelle del periodo in cui fu attivo il re sasanide Peroz I (438-457), il cui busto con corona appare sulla testa. Sulla croce: Siva in piedi con in mano un tridente, con legenda a sinistra χαλαγγ o χαλασσ ("Khalaj") in battriano

- Khalaj: menzionati per la prima volta nel VII-IX secolo nell'area di Ghazni, Qalati Ghilji e il Zabulistan nell'odierno Afghanistan, si esprimevano in turco khalaj. Il poeta dell'Iran Al-Khwarizmi li indicava come una delle tribù sopravvissute degli Eftaliti, ma secondo il linguista Nicholas Sims-Williams i documenti archeologici non supportano l'ipotesi che i Khalaj discendessero dagli Eftaliti.[214] Stando allo storico Vladimir Minorskij, i Khalaj erano «forse associati solo politicamente agli Eftaliti». Alcuni dei Khalaj sperimentarono in seguito un processo di "pashtunizzazione", dopodiché andarono a formare la tribù Pashtun dei Ghilji.[215]
- Kanjina: una tribù Saka collegata ai Komedi indoiranici[216][217] e poi assimilati dagli Eftaliti. I Kanjina furono forse turchicizzati in seguito, poiché al-Khwarizmi li definì «Turchi Kanjina». Ciononostante, Clifford Bosworth e Gerard Clauson hanno affermato che il poeta stava semplicemente impiegando il termine "turchi" «in senso vago e impreciso».[218]
- Karluki o Qarlughidi: si stabilirono a Ghazni e Zabulistan, l'attuale Afghanistan, nel XIII secolo circa. Molti geografi musulmani hanno identificato i "Karluk" Khallukh ~ Kharlukh con i "Khalaj" per errore, poiché i due nomi erano simili e questi due gruppi vivevano l'uno vicino all'altro;[219]
- Abdal: nome anch'esso associato agli Eftaliti, era un nome alternativo per definire gli Äynu, oggi concentrati nella regione dello Xinjiang;
  - Abdal di Turchia: secondo Orhan Köprülü, questo gruppo etnico potrebbe discendere dagli Eftaliti. Albert von Le Coq menziona la relazione tra gli Abdali di Adana e Äynus del Turkestan orientale, sottolineando in particolare alcuni termini comuni e altre somiglianze linguistiche.[220] Alcuni elementi abdali si possono trovare anche nella cultura degli azeri, dei turkmeni (gli Ata, i Chowdur, gli Ersary e i Saryk), i kazaki, gli uzbeki, i turchi e i bulgari del Volga (nello specifico i Sabiri).[221]

### Esplicative
1. ↑  Corone simili sono note in altri sigilli come quello di "Kedīr, l'hazāruxt" ("Kedir il Chiliarca"), datato da Sims-Williams all'ultimo quarto del V secolo d.C. sulla base della paleografia dell'iscrizione (Lerner (2010), tavola I, fig.7; Sundermann, Hintze e de Blois (2009), p. 218, nota 14.
2. ↑  De la Vaissière si è così espresso: «[Un] sigillo pubblicato di recente reca il titolo di un signore di Samarcanda del V secolo in siffatta maniera: βαγο ογλαρ(γ)ο – υονανο, ovvero 're degli Unni Oglari'» (De la Vaissière (2012), p. 146). Si ipotizza che "Oglar" derivi dal turco oǧul-lar > oǧlar "figli; principi" più un suffisso dell'aggettivo iraniano -g ((EN) Xiang Wan, A study on the Kidarites: Reexamination of documentary sources, in Archivum Eurasiae Medii Aevi, vol. 19, agosto 2013,  p. 286.). In alternativa, malgrado sia meno probabile, "Oglarg" potrebbe corrispondere a "Walkon", e di conseguenza agli Unni alcioni, sebbene il sigillo sia più vicino ai generi di monete prodotte dai Kidariti (Wan 2013, p. 286). Un altro sigillo, denominato AA2.3 e rinvenuto nel Kashmir, recita "ολαρ(γ)ο" ((EN) Hans T. Bakker, The Alkhan: A Hunnic People in South Asia, Barkhuis, 2020,  p. 13, nota 17, ISBN 978-94-93194-00-7.). Il sigillo del Kashmir è stato pubblicato da Grenet, ur Rahman e Sims-Williams (2006:125-127), i quali avevano messo a confronto l'ολαργο (Ularg) rinvenuto sul sigillo all'etnonimo οιλαργανο ("popolo di Wlarg") attestato in un documento battriano scritto nel 629 d.C. ((EN) Frantz Grenet, Aman ur Rahman e Nicholas Sims-Williams, MA Hunnish Kushanshah, in Journal of Inner Asian Art and Archaeology, vol. 1, 2006,  pp. 125-131, DOI:10.1484/J.JIAAA.2.301930. URL consultato il 16 marzo 2022.). Lo stile dei suggellamenti è correlato ai Kidariti, mentre il titolo "Kushanshah" è noto perché scomparso assieme al declino del popolo appena menzionato ((EN) Aydogdy Kurbanov, Some information related to the art history of the hephthalite time (4th-6th centuries AD) in Central Asia and Neighbouring countries, in Isimu, vol. 16, 2013a,  pp. 99-112.)
3. ↑  Un resoconto simile sull'ascesa e sulle conquiste degli Hua compare nel volume 54 del Liangshu.
4. ↑  Le fonti sono molto poco allineate con riferimento allo scoppio della guerra. Di seguito un elenco di date e degli autori che le propongono: 560-565 (Gumilyov, 1967); 555 (Stark, 2008, Altturkenzeit, 210); 557 (Iranica, "Cosroe II"); 558-561 Bivar, "Eftaliti"; 557-563 Baumer (2018), p. 174; 557-561 Sinor (1990), p. 301; 560-563 Litvinsky (1996), p. 143; 562-565 Christian (1998), p. 252; 565 circa Grousset (1970), p. 82; 567 (Chavannes, 1903, Documenti, 236 e 229).
5. ↑  La corona radiata è paragonabile alla corona del re sul sigillo dello «Yabgu degli Eftaliti» (Lerner e Sims-Williams (2011), pp. 35-36).

### Bibliografiche
1. 1 2  (EN) A.D.H. Bivar, Hephthalites, su Encyclopaedia Iranica. URL consultato il 15 marzo 2022.
2. ↑  (EN) Mark R.V. Southern, Contagious Couplings: Transmission of Expressives in Yiddish Echo Phrases, Greenwood Publishing Group, 2005,  p. 46, ISBN 978-02-75-98087-0.
3. ↑  (EN) Abdul Hai Habibi, Chinese Travelers in Afghanistan, su alamahabibi.com, 1969. URL consultato il 15 marzo 2022.
4. ↑  Kurbanov (2010), pp. 317-331.
5. ↑  (EN) André Wink, Al-Hind, the Making of the Indo-Islamic World: Early medieval India, Brill, 2002,  p. 110, ISBN 978-03-91-04174-5.
6. ↑  (EN) David Wilmshurst, The Martyred Church: A History of the Church of the East, East & West Publishing Limited, 2011,  pp. 77-78, ISBN 978-19-07-31804-7.
7. 1 2 3  Dani, Litvinsky e Zamir Safi (1996), p. 177.
8. ↑  (EN) Beate Dignas e Engelbert Winter, Rome and Persia in Late Antiquity: Neighbours and Rivals, Cambridge University Press, 2007,  p. 97, ISBN 978-0-521-84925-8.
9. ↑  (EN) Adrian Goldsworthy, The Fall of the West: The Death Of The Roman Superpower, Orion, 2009,  p. 189, ISBN 978-0-297-85760-0.
10. 1 2 3  (EN) Craig Benjamin, The Cambridge World History: Volume 4, A World with States, Empires and Networks 1200 BCE–900 CE, Cambridge University Press, 2015,  p. 484, ISBN 978-1-316-29830-5.
11. 1 2 3  Rezakhani (2017a), p. 208.
12. 1 2 3 4 5  Maas (2015), p. 287.
13. ↑  Rezakhani (2017), pp. 213, 217.
14. ↑  Alram (2014), pp. 278-279.
15. ↑  (EN) Susan Whitfield, Silk, Slaves, and Stupas: Material Culture of the Silk Road, University of California Press, 2018,  p. 185, ISBN 978-0-520-95766-4.
16. ↑  (EN) H.W. Bailey, Dictionary of Khotan Saka, Cambridge, Cambridge University Press, 1979,  p. 482.
17. ↑  (EN) B. Gharib, Sogdian dictionary, Teheran, Farhangan publications, 1995,  p. XVI.
18. ↑  Kurbanov (2010), p. 27.
19. ↑  (EN) Véronique Schiltz, De Samarcande à Istanbul: étapes orientales: Hommages à Pierre Chuvin - II, CNRS Éditions via OpenEdition, 2019,  p. 117, ISBN 978-22-71-13046-4.
20. 1 2 3 4 5 6 7 8 9 10  Alram et al. (2012-2013).
21. ↑  Alram (2008), pp. 253-268.
22. 1 2  (EN) Stefan Heidemann, The Hephthalite Drachms Minted in Balkh. A Hoard, A Sequence, And A New Reading (PDF), in The Numismatic Chronicle, vol. 175, 2015,  p. 340.
23. 1 2 3  Rezakhani (2017a), p. 208.
«Un sigillo recante la legenda ηβοδαλο ββγο, "Yabgu/governatore degli Eftaliti", mostra la forma battriana locale del loro nome, ēbodāl, comunemente abbreviata in ηβ sulle loro monete».
24. ↑  Lerner e Sims-Williams (2011), pp. 83-84, Sigillo AA 7 (Hc007).
«La maggiore sorpresa è data dagli occhi, che sono a mandorla e obliqui [...]»
25. 1 2  Traduzioni di Nicholas Sims-Williams, citato in  Sergej Solovev, Attila Kagan of the Huns from the kind of Velsung, Litres, 2020,  p. 313, ISBN 978-5-04-227693-4.
26. 1 2 3 4  Rezakhani (2017), p. 135.
27. ↑  Rezakhani (2017a), p. 209.
28. ↑  Kurbanov (2010), p. 2.
29. ↑  (EN) Aydogdy Kurbanov, The Hephthalites Disappeared Or Not?, in Studia et Documenta Turcologica, n. 1, Presa Universitară Clujeană, 2013,  pp. 88 o 87-94.
30. ↑  Balogh (2020), pp. 44-47.
31. ↑  (EN) Ulrich Theobald, Yeda 嚈噠, Hephthalites or White Huns, su ChinaKnowledge.de, 2011. URL consultato il 16 marzo 2022.
32. ↑  (EN) K. Enoki, The Liang shih-kung-t'u on the origin and migration of the Hua or Ephthalites, in Journal of the Oriental Society of Australia, vol. 7, 1–2, dicembre 1970,  pp. 37-45.
33. ↑  (EN) Alexander Berzin, History of Buddhism in Afghanistan, su studybuddhism.com, Study Buddhism.
34. ↑  (EN) Dinesh Prasad Saklani, Ancient Communities of the Himalaya, Indus Publishing, 1998,  p. 187, ISBN 978-81-7387-090-3.
35. ↑  Dani, Litvinsky e Zamir Safi (1996), p. 169.
36. ↑  Kurbanov (2010), pp. 135-136.
37. ↑  (EN) P. Bernard, Delbarjīn, su Enciclopedia Iranica. URL consultato il 16 marzo 2022.
38. 1 2  Ilyasov (2001), pp. 187-197.
39. ↑  Dani, Litvinsky e Zamir Safi (1996), p. 183.
40. ↑  Lerner e Sims-Williams (2011), p. 36.
41. 1 2  Enoki (1959), pp. 1-7.
42. 1 2  (EN) Denis Sinor, The establishment and dissolution of the Türk empire, in The Cambridge History of Early Inner Asia, vol. 1, Cambridge University Press, 1990,  p. 300, ISBN 978-0-521-24304-9.
43. ↑  Kurbanov (2010), p. 14.
44. ↑  (EN) Michael Adas, Agricultural and Pastoral Societies in Ancient and Classical History, Temple University Press, 2001,  p. 90, ISBN 978-1-56639-832-9.
45. 1 2 3 4 5  Baumer (2018), pp. 97-99.
46. 1 2  Frye (2002), p. 49.
47. 1 2 3 4  Litvinsky (1996), pp. 138-154.
48. ↑  (EN) R. Frye, Central Asia iii. In Pre-Islamic Times, su Encyclopaedia Iranica. URL consultato il 16 marzo 2022.
49. ↑  (EN) The Encyclopaedia of Islam, 4, Parti 69-78, Brill, 1975,  p. 536.
50. ↑  Enoki (1959), pp. 17-18.
51. ↑  (EN) Yu Taishan, History of the Yeda tribe (Hephthalites): Further Issues, in Eurasian Studies, vol. 1, 2011,  pp. 66-119. URL consultato il 16 marzo 2022.
52. ↑  De la Vaissière (2003), pp. 119-137.
53. 1 2 3 4 5  Rezakhani (2017a), pp. 208-209.
54. 1 2 3 4  Kageyama (2016), p. 200.
55. 1 2 3 4  Millward (2007), pp. 30-31.
56. 1 2 3  (EN) Charles Higham, Encyclopedia of Ancient Asian Civilizations, Infobase Publishing, 2014,  pp. 141-142, ISBN 978-1-4381-0996-1.
57. 1 2 3 4  Kurbanov (2010), p. 67.
58. 1 2 3 4 5 6 7 8  (EN) Guitty Azarpay, Aleksandr M. Belenickij, Boris Il'ič Maršak e Mark J. Dresden, Sogdian Painting: The Pictorial Epic in Oriental Art, University of California Press, 1981,  pp. 92-93, ISBN 978-0-520-03765-6.
59. ↑  (EN) M. Schottky, Iranian Huns, in Encyclopaedia Iranica. URL consultato il 16 marzo 2022.
60. ↑  De la Vaissière (2012), pp. 122, 144-155.
«Gli Unni sono senza dubbio gli eredi politici ed etnici del vecchio impero Xiongnu».
61. 1 2 3 4 5  De la Vaissière (2012), pp. 144-146.
62. ↑  (EN) Amanda Lomazoff e Aaron Ralby, The Atlas of Military History, Simon and Schuster, 2013,  p. 246, ISBN 978-1-60710-985-3.
63. ↑   Procopio di Cesarea, Le guerre, a cura di Marcello Craveri, Giulio Einaudi, 1977,  p. 11, ISBN 978-08-12-20840-5.
64. ↑  (EN) Catharina Blänsdorf, Marie-Josée Nadeau, Pieter M. Grootes e Matthias Hüls, Dating of the Buddha Statues – AMS 14 C Dating of Organic Materials, in The Giant Buddhas of Bamiyan. Safeguarding the remains, Monuments and Sites, vol. 19, Berlino, Bässler, 2009,  p. 235, tabella 4, ISBN 978-3-930388-55-4. URL consultato il 16 marzo 2022.
65. 1 2 3  (EN) Xinru Liu, The Silk Road in World History, Oxford University Press, 2010,  p. 64, ISBN 978-0-19-979880-3.
66. 1 2 3  Litvinsky (1996), p. 158.
67. 1 2  De la Vaissière (2003), p. 121.
68. ↑  Du You, Tongdian, "vol. 193", folio 5b-6a.
69. ↑  (EN) Wei-Cheng Lin, Visualising Dunhuang: The Lo Archive Photographs of the Mogao and Yulin Caves, Princeton University Press, 2021,  p. 262, ISBN 978-06-91-20815-2.
70. 1 2 3 4 5 6 7  De la Vaissière (2003), pp. 119-122, allegato 1.
71. ↑  Enoki (1959), pp. 1-14.
72. ↑  Kurbanov (2010), pp. 2-32.
73. ↑  Balogh (2020), p. 46.
74. 1 2  De la Vaissière (2003), pp. 120-121, allegato 1.
75. ↑  (EN) Fangyi Cheng, The Research on the Identification Between Tiele and the Oghuric Tribes, in Archivum Eurasiae Medii Aevi, n. 19, Wiesbaden, Harrassowitz Verlag, 2012. URL consultato il 17 marzo 2022.
76. ↑  (EN) Penglin Wang, Linguistic Mysteries of Ethnonyms in Inner Asia, Lexington Books, 2018, ISBN 978-14-98-53528-1.
77. ↑  Balogh (2020), p. 6.
78. ↑  Golden (1992), pp. 93-96.
79. ↑   P.B. Golden, Some Thoughts on the Origins of the Turks and the Shaping of the Turkic Peoples, in Contact and exchange in the ancient world, Honolulu, University of Hawai'i Press, 2006,  pp. 137-138, 136-140.
80. ↑  De la Vaissière (2003), pp. 121, 123.
81. 1 2 3  De la Vaissière (2003), pp. 120-122.
82. ↑  Grousset (1970), p. 67.
83. ↑  Kurbanov (2010), pp. 182-183.
84. ↑  Kurbanov (2010), p. 183.
85. ↑  Sundermann, Hintze e de Blois (2009), p. 216, nota 5.
86. ↑  Kurbanov (2010), pp. 164, 167.
87. 1 2  (EN) Charles Higham, Encyclopedia of Ancient Asian Civilizations, Infobase Publishing, 2014,  pp. 141-142, ISBN 978-1-4381-0996-1.
88. ↑  Alram (2008), monete 47 e 48.
89. 1 2 3 4  Chegini e Nikitin (1996), pp. 38 e ss.
90. 1 2 3 4 5 6 7  Rezakhani (2017), pp. 125-156.
91. ↑  Zeimal (1996), p. 130.
92. ↑  Zeimal (1994), p. 253.
93. 1 2 3  Adylov e Mirzaahmedov (2006), p. 36.
94. ↑  (EN) Joshua the Stylite, Chronicle composed in Syriac in AD 507 (1882), traduzione di William Wright,  pp. 1-76. URL consultato il 18 marzo 2022.
95. ↑  Kageyama (2016), p. 203.
96. 1 2  Rezakhani (2017), pp. 140-141.
97. ↑  Alram et al. (2012-2013), immagine: 8. Alkhan: Contemporaries Of Khingila.
98. ↑  Rezakhani (2017), pp. 120-122, 140-141.
99. ↑  Rezakhani (2017), p. 126.
100. ↑  (EN) Sergei Solovjov, Attila Kagan of the Huns from the kind of Velsung, Litres, 2020,  p. 313, ISBN 978-5-04-227693-4.
101. ↑  Alram (2008), moneta 46.
102. 1 2 3   Chengguo Pei, The Silk Road and the economy of Gaochang: evidence on the Circulation of silver coins, in Via della seta, vol. 15, 2017,  p. 57, nota 5.
103. 1 2 3 4 5 6 7  De la Vaissière (2003), pp. 128-129 e nota 35.
104. ↑  Adylov e Mirzaahmedov (2006), pp. 34-36.
105. ↑  De la Vaissière (2012), pp. 144, 160.
106. ↑  (EN) James A. Millward, The Silk Road: A Very Short Introduction, Oxford University Press USA, 2013,  p. 28, ISBN 978-0-19-978286-4.
107. ↑  Rezakhani (2017), p. 138.
108. ↑  (EN) Michael Fedorov, On the portraits of the Sogdian kings (Ikshīds) of Samarqand, in Iran, vol. 45, 2007,  p. 155, DOI:10.1080/05786967.2007.11864723, ISSN 0578-6967 (WC · ACNP).
109. 1 2 3 4 5 6 7 8  Kageyama (2016), pp. 200-205.
110. ↑  Kurbanov (2014), p. 324.
111. ↑  (EN) Ciro lo Muzio, Remarks on the Paintings from the Buddhist Monastery of Fayaz Tepe (Southern Uzbekistan), in Bulletin of the Asia Institute, vol. 22, 2008,  p. 202, nota 45, ISSN 0890-4464 (WC · ACNP).
112. ↑  (EN) MIA Berlin: Turfan Collection: Kizil, su depts.washington.edu. URL consultato il 18 marzo 2022.
113. ↑  Härtel e Yaldiz (1982), pp. 55-56, 74.
114. ↑  Rowland (1974), p. 104.
115. ↑  Härtel e Yaldiz (1982), p. 74.
116. ↑  (DE) Anke Kausch, Seidenstrasse: von China durch die WŸsten Gobi und Taklamakan Ÿber den Karakorum Highway nach Pakistan, DuMont Reiseverlag, 2001,  p. 258, ISBN 978-3-7701-5243-8.
117. ↑  Millward (2007), p. 38.
118. ↑  Millward (2007), pp. 30-31, 375.
119. ↑  (EN) Chinese-Iranian relations XIV, su Encyclopaedia Iranica.
120. ↑  Kurbanov (2014), p. 329.
121. ↑  (EN) Douglas Q. Adams, A Dictionary of Tocharian B.: Revised and Greatly Enlarged, Rodopi, 2013,  p. 261, voce "Ksum", ISBN 978-94-012-0936-6.
122. ↑  (EN) Satomi Hiyama, Reflection on the Geopolitical Context of the Silk Road in the First and Second Indo-Iranian Style Wall Paintings in Kucha, in Silk Road – Meditations: 2015 International Conference on the Kizil Cave Paintings, Collection of Research Papers., 2015,  p. 81.
123. ↑  Taishan (2018), p. 93.
124. ↑  De la Vaissière (2003), pp. 127-128, 130, nota 31.
125. 1 2  Balogh (2020), p. 88, I.072.
126. ↑  De la Vaissière (2003), pp. 125, 127-128.
127. ↑  Balogh (2020), pp. 51-52.
128. ↑  Balogh (2020), p. 47.
129. 1 2  Balogh (2020), p. 52.
130. 1 2 3  De la Vaissière (2003), pp. 127-128.
131. 1 2 3 4  De la Vaissière (2003), p. 130, nota 31.
132. 1 2 3 4  Balogh (2020), pp. 88-89, I.072/A (Liangshu), I.072/B (Liang zhigongtu).
133. 1 2  (EN) Rachel Lung, Interpreters in Early Imperial China, John Benjamins Publishing, 2011,  p. 29, n.14, 99, ISBN 978-90 -272-2444-6.
134. 1 2 3 4 5  Balogh (2020), p. 73.
135. ↑  (EN) Zhaoguang Ge, Imagining a Universal Empire: a Study of the Illustrations of the Tributary States of the Myriad Regionsattribuite a Li Gonglin, in Journal of Chinese Humanities, vol. 5, 2019,  p. 128.
136. 1 2  Lerner e Sims-Williams (2011), p. 35.
137. ↑  (EN) S. Kuwayama, Across the Hindukush of the First Millennium, Institute for Research in Humanities, Università di Kyoto, 2002,  p. 129. URL consultato il 19 marzo 2022.
138. ↑  Taishan (2018), pp. 89-90.
139. 1 2  De la Vaissière (2003), p. 126.
140. ↑  Kurbanov (2013), p. 370.
141. ↑  Maas (2015), p. 284.
142. 1 2 3 4 5 6 7  Baumer (2018), p. 99.
143. ↑  Harmatta e Litvinsky (1996), p. 368].
144. ↑  (EN) Hyun Jin Kim, The Huns, Routledge, 2015,  p. 56, ISBN 978-13-17-34091-1.
145. ↑  Rezakhani (2017), p. 177.
146. ↑  (EN) John R. Martindale, A.H.M. Jones e John Morris, Varaztiroch, in The Prosopography of the Later Roman Empire: Volume III, AD 527–641, Cambridge University Press, 1992,  pp. 1363-1364, ISBN 0-521-20160-8.
147. ↑  Baumer (2018), p. 243.
148. ↑  (EN) Afrosiab Wall Painting, su nahf.or. URL consultato il 19 marzo 2022.
149. ↑  (EN) Susan Whitfield, The Silk Road: Trade, Travel, War and Faith, British Library, Serindia Publications, Inc., 2004,  p. 110, ISBN 978-1-932476-13-2.
150. 1 2 3 4 5 6  Beckwith (2009), p. 123.
151. 1 2 3 4  (EN) F. Greta, Nēzak, su Enciclopedia Iranica.
152. ↑  (EN) Ulrich Theobald, The Western Territories (xiyu 西域), su chinaknowledge.de, 23 ottobre 2011. URL consultato il 19 marzo 2022.
153. 1 2  Beckwith (2009), p. 132.
154. 1 2  (EN) C.E. Bosworth, Bāḏḡīs, su Enciclopedia Iranica. URL consultato il 19 marzo 2022.
155. ↑  Kennedy (2007), pp. 243-254.
156. ↑  Gibb (1923), pp. 36-38.
157. ↑  Shaban (1970), pp. 66-67.
158. ↑  (EN) Federica Venturi, An Old Tibetan document on the Uighurs: A new translation and interpretation, in Journal of Asian History, vol. 1, n. 42, 2008,  p. 21.
159. 1 2 3 4  Litvinsky (1996), pp. 144-147.
160. ↑  (EN) Abdul Hai Habibi, Chinese Travelers in Afghanistan, su alamahabibi.com, 1969. URL consultato il 19 marzo 2022.
161. ↑  Adylov e Mirzaahmedov (2006), p. 37.
162. 1 2 3 4  (EN) Adam Kubik, The Kizil Caves as an terminus post quem of the Central and Western Asiatic pear-shape spangenhelm type helmets The David Collection helmet and its place in the evolution of multisegmented dome helmets, Historia i Świat nr 7/2018, 141-156, in Histïria I Swiat, vol. 7, 2008,  pp. 143-144.
163. 1 2 3 4  Litvinsky (1996), pp. 139-140.
164. 1 2 3 4  (EN) Metropolitan Museum of Art (item 65.28a, b), su metmuseum.org. URL consultato il 19 marzo 2022.
165. 1 2  (EN) Patryk Skupniewicz, Crowns, hats, turbans and helmets.The headgear: 'On the Helmet on the Capital at Ṭāq-e Bostān again', in Iranian history volume I: Pre-Islamic Period, Teheran, Casa editrice dell'Università di scienze naturali e umanistiche di Siedlce, 2017,  p. 221, ISBN 978-83-62447-19-0.
166. ↑  Frye (2002), p. 49.
«Proprio come gli imperi nomadi successivi furono confederazioni di molti popoli, possiamo per ora ipotizzare che i gruppi dominanti di questi invasori fossero, o almeno includessero, tribù di lingua turca dell'est e del nord, sebbene molto probabilmente la maggior parte degli abitanti localizzati nella confederazione dei Chioniti e poi degli Eftaliti si esprimeva in una lingua iranica. In questo caso, come di consueto, i nomadi adottarono la lingua scritta, le istituzioni e la cultura della gente stanziale».
167. ↑  (EN) Étienne de la Vaissière, Early Medieval Central Asian Population Estimates, in Journal of the Economic and Social History of the Orient, vol. 60, n. 6, 2017,  p. 788, DOI:10.1163/15685209-12341438, ISSN 0022-4995 (WC · ACNP).
168. ↑  Rezakhani (2017), pp. 105-124.
169. ↑  (EN) Matteo Compareti, Some Examples of Central Asian Decorative Elements in Ajanta and Bagh Indian Paintings (PDF), The Silk Road Foundation, 2014. URL consultato il 19 marzo 2022.
170. ↑  Rezakhani (2017a), p. 207.
171. ↑  Beckwith (2009), p. 406.
172. ↑  (EN) Étienne de la Vaissiere, Huns et Xiongnu, in Central Asiatic Journal, vol. 49, 2005,  pp. 3-26. URL consultato il 19 marzo 2022.
173. ↑  (EN) Atreyi Biswas, The Political History of the Hūṇas in India, Munshiram Manoharlal Publishers, 1971, ISBN 978-08-83-86301-5.
174. ↑  (EN) Upendra Thakur, The Hūṇa in India, Chowkhamba Prakashan, 1967,  pp. 52-55.
175. ↑  (EN) Hyun Jin Kim, The Huns, Routledge, 2015, ISBN 978-13-17-34091-1.
176. ↑  Kurbanov (2010), p. 1.
177. ↑  Dani, Litvinsky e Zamir Safi (1996), p. 175.
178. ↑  (EN) Ramesh Chandra Majumdar, Vakataka - Gupta Age Circa 200-550 A.D., Motilal Banarsidass Publ., 1986, ISBN 978-81-20-80026-7.
179. 1 2 3  (EN) Šaymardankul A. Rakhmanov, Wall Paintings from Tavka, Uzbekistan, in Journal of Inner Asian Art and Archaeology, vol. 7, gennaio 2016,  pp. 31-54, DOI:10.1484/J.JIAAA.4.2017003.
180. 1 2 3 4 5 6 7 8  Margottini (2013), pp. 12-13.
181. ↑  Kurbanov (2014), p. 322.
182. ↑  Ilyasov (2001), p. 187.
183. ↑  Kageyama (2007), p. 12.
184. 1 2  Alram et al. (2012-2013), cap. 14.
185. ↑  Margottini (2013), pp. 9-10.
186. 1 2  (EN) Andrew J. Hund e James A. Wren, The Himalayas: An Encyclopedia of Geography, History, and Culture, ABC-CLIO, 2018,  p. 89, ISBN 978-14-40-83939-9.
187. 1 2 3 4 5  Margottini (2013), pp. 8-15.
188. ↑  Kageyama (2016), p. 209.
189. ↑  Rowland (1974), p. 93.
190. ↑  Kurbanov (2010), p. 67.
«Avendo occupato vaste aree, gli Eftaliti si imbatterono in varie culture e naturalmente, in una certa misura, giocarono un ruolo nel lasciare che le tradizioni artistiche passassero da un popolo all'altro. È qui, secondo Albaum, che va ricercata la somiglianza di alcune figure nei dipinti di Balalyk Tepe con quelle di Bamiyan, che allora faceva parte dello Stato eftalita. Tali punti di contatto si estrinsecano nel bavero triangolare laterale destro, negli accessori per capelli e in alcuni motivi ornamentali».
191. 1 2  Kurbanov (2010), p. 69, oggetto 1.
192. 1 2  (EN) V.A. Livshits, Sogdian Sānak, a Manichaean Bishop of the 5th–Early 6th Centuries", in Bulletin of the Asia Institute, vol. 14, 2000,  p. 48, ISSN 0890-4464 (WC · ACNP).
193. ↑  (EN) Stamp-seal; bezel British Museum, su British Museum. URL consultato il 19 marzo 2022.
194. ↑  Naymark (2001), p. 167.
195. ↑  Lerner e Sims-Williams (2011), pp. 83-84.
196. ↑  (EN) Stamp-seal; bezel British Museum, su The British Museum. URL consultato il 19 marzo 2022.
197. ↑  Kurbanov (2010), p. 320.
«Una corniola nel museo britannico, che mostra due busti ritratti con un'iscrizione scritta in sogdiano antico del 300-350 e che era il sigillo di Indamīč, regina di Začanta.»
198. ↑  Naymark (2001), pp. 167-169.
199. ↑  Kurbanov (2014), pp. 319-320.
200. ↑  De la Vaissière (2003), p. 129.
201. ↑  (EN) Matteo Compareti, The Painting of the "Hunter-King" at Kakrak: Royal Figure or Divine Being?, in Studio Editoriale Gordini, 2008,  p. 133.
202. ↑  Kurbanov (2014), pp. 329-330.
203. ↑  (EN) André Wink, Al-Hind, the Making of the Indo-Islamic World: Early medieval India, Brill,  p. 110.
204. ↑  Kageyama (2007), p. 20.
205. 1 2  Litvinsky, Guang-da e Samghabadi (1996), p. 424.
206. 1 2  (EN) Everett Ferguson, Encyclopedia of Early Christianity, 2ª ed., Routledge, 2013,  p. 210, ISBN 978-11-36-61157-5.
207. ↑  Kurbanov (2010), pp. 238-243.
208. ↑  West (2009), pp. 275-276.
209. ↑  (EN) David A. Graff, The Eurasian Way of War: Military Practice in Seventh-Century China and Byzantium, Routledge, 2016,  pp. 139-149, ISBN 978-1-317-23709-9.
210. ↑  (EN) Prof.M.M. Ninan, Apostles, Lulu.com, 2020,  p. 120, ISBN 978-03-59-08457-9.
211. ↑  (EN) Georg Morgenstierne, The Linguistic Stratification of Afghanistan, in Afghan Studies, vol. 2, 1979,  pp. 23-33.
212. ↑  Kurbanov (2010), p. 242.
213. ↑  Alram (2014), p. 279.
214. ↑  (EN) Sonel Bonasli, The Khalaj and their language, in Endagered Turkic Languages II A, Aralık, 2016,  pp. 273-275.
215. ↑  (EN) V. Minorskij, The Khalaj West of the Oxus [excerpts from "The Turkish Dialect of the Khalaj", su khyber.org, vol. 10, n. 2, Bulletin of the School of Oriental Studies, University of London,  pp. 417-437. URL consultato il 19 marzo 2022 (archiviato dall'url originale il 13 giugno 2011).
216. ↑  Golden (1992), p. 83.
217. ↑  (EN) C.E. Bosworth, The Rulers of Chaghāniyān in Early Islamic Times, in Iran, vol. 19, 1981,  p. 20.
218. ↑  (EN) C.E. Bosworth e Gerard Clauson, Al-Xwārazmī sui popoli dell'Asia centrale, in The Journal of the Royal Asiatic Society of Great Britain and Ireland, n. 1/2, 1965,  pp. 8-9.
219. ↑  Golden (1992), p. 387.
220. ↑  (EN) Nilüfer Köşker, Abdals in Cultural Geography of Anatolia, in Current Topics in Social Sciences, Sofia, St. Kliment Ohridski University Press, 2016,  p. 585, ISBN 978-954-07-4135- 2.
221. ↑  Kurbanov (2010), pp. 241-242.